# 手裏剣戦隊ニンニンジャー
『手裏剣戦隊ニンニンジャー』（しゅりけんせんたいニンニンジャー）は、2015年2月22日から2016年2月7日まで、テレビ朝日系列で毎週日曜7時30分 - 8時（JST）に全47話が放送された、東映制作の特撮テレビドラマのタイトル、および作中で主人公たちが変身するヒーローの名称。
キャッチコピーは「忍びなれども忍ばない！」「忍ぶどころか、暴れるぜ！」。

## 概要
スーパー戦隊シリーズ第1作『秘密戦隊ゴレンジャー』（1975年）から生誕40周年を迎えた節目の作品であり、『忍者戦隊カクレンジャー』（1994年）、『忍風戦隊ハリケンジャー』（2002年）に続いて3作目の忍者をモチーフとした戦隊である。ニンニンジャーのメンバーはシリーズ初となるいとこ同士で構成され、代々忍術を継承している家族3世代のドラマが描かれる。

## あらすじ
1571年、伊賀崎一族を初めとする忍者たちは、牙鬼一族の当主で恐怖による天下統一を目論む史上最悪の武将牙鬼幻月を打ち倒した。幻月は最期に「444年後、もう一度、天下を恐怖で支配せん」という予言を残して絶命し、後に予言通り復活する。伊賀崎家最強の忍者伊賀崎好天は、妖怪となり復活した幻月と戦い、48枚もの封印の手裏剣で祠に封じる。好天は後にラストニンジャと呼ばれる伝説の存在となった。
2015年。好天の孫である伊賀崎天晴は4年ぶりに放浪の旅から伊賀崎忍術道場に帰ってきたが、突如その道場に謎の怪人たちが出現。天晴はすぐさまアカニンジャーに変身し、その怪人たちを撃破する。そこには父の伊賀崎旋風に妹の伊賀崎風花、いとこの加藤・クラウド・八雲、松尾凪、百地霞も集まっていた。旋風は5人に幻月が言う444年後とは実は今年ではないかと告げ、幻月が封じられた祠を見せる。だが、それと同時に祠の封印が十六夜九衛門によって解かれ、妖怪たちが幻月の復活を目指して、人々を襲い始める。天晴たち5人は旋風から忍者一番刀を託され、シュリケン忍法の使い手ニンニンジャーに変化し、手裏剣戦隊として妖怪退治に挑む。

## 登場人物

### 手裏剣戦隊ニンニンジャー
初期メンバー5人は好天の孫であり、そのうち天晴と風花は実の兄妹でそれ以外の3人とはいとこ同士である。猪突猛進タイプの天晴に他の初期メンバー4人が振り回されるパターンが多いが、お互いの個性や特長は理解しており、いざ妖怪と対峙すればチームワークを発揮する。日常時は私服であるが、戦闘時には私服の下に着用の忍装束姿になる場合もある。キンジも忍びの21にて好天より忍装束を受け取り、以降はそれを着用することもある。戦隊のマークは「忍」の字を図案化したもの。
変身前後にかかわらず本名で呼び合うが、忍びの14では妖怪ヤマビコの攻撃をかわすため色で呼びあったことがある。
名乗りの口上は「忍びなれども忍ばない、手裏剣戦隊ニンニンジャー!」「忍ぶどころか、暴れるぜ!」。忍びの38では八雲に合わせて「魔法戦隊マジマジジャー」と名乗っていた。
初期メンバーには通信装備はないため、連絡は普通のスマートフォンで取り合っている。
- 各メンバーの名前は気象や自然現象に由来する[9][注釈 4]。
- 名乗りポーズは、横一列に並ぶのは避け、手裏剣をイメージして、体と刀とで交差する線ができるような形となり、後にスターが加わったバージョンでは、スターの武器が、手裏剣が飛んできた際の動きを表す線のような感じのものとなった[11]。

伊賀崎 天晴（）
伊賀崎家の長男。5人の中では最年長の20歳。一人称は「俺」。ニンニンジャーのリーダー。八雲からは「タカ兄（にい）」、凪からは「タカちゃん」と呼ばれている。
「何とかなる」が信条の超ポジティブ思考の持ち主で、考えるよりもまず動く行動派で、誰よりも忍者好きで、最高の忍者を脇目もふらずに目指す。気持ちが高ぶった際に発する「熱いなコレ」「燃えてきたー!」、敵を追い込む際に発する「イケイケドンドンだ!」が口癖。単純に忍術に優れているわけではないが、自他ともに認める「本番には強いタイプ」で、逆境に立たされても土壇場になればなるほど驚異的な能力を発揮する。
おでんの中でも特に玉子が好物だが、他の具材にも好き嫌いは示していない。また、肉料理にも目がなく、キンジが料理したステーキやバーベキューを「焼肉」と称して食べることもある。唯一ピーマンが苦手だが、チンジャオロースにすれば食べられる。
運動神経抜群な反面、頭を使うことや隠し事が苦手で周りからバカ呼ばわりされることもあるが、それに関しては自認している。
忍びの最終章で九衛門との戦いを制した後、変身を解いて彼の心の奥底にあった好天への憧れと家族愛への飢餓感を見抜き、キンジと共に諭す。
戦いを終えた後は再び修業へ旅立ち、ニューラストニンジャを目指しつつ子供たちへ忍術を指導している。
『劇場版 動物戦隊ジュウオウジャーVSニンニンジャー 未来からのメッセージ from スーパー戦隊』では、未来から来た息子、伊賀崎 快晴（いがさき よしはる）と出会い、スーパー戦隊の歴史を守るために共に奔走する。この時点で新婚であり、かつ快晴が産まれる直前だったため、スーパー戦隊が滅びた未来でも快晴は存在するのだが、結婚したことを家族にも親戚にも全く報告していなかった。
- 名字の由来は戦国時代の伊賀忍者・伊賀崎道順。
- 家族というキーワードが大前提にあったため、主軸として天晴のキャラクターを作り、他のキャラクターは家族あるあるを盛り込んで天晴とのバランスを重視して設定していったという。メインライターの下山健人は、「熱血忍者バカ」というキーワードから始まり、当初は熱い兄貴分と想定していたが、明るく楽しい主人公という条件や、演じる西川俊介の表裏のない素直さなどの人物像を活かした調整をしていき、天真爛漫なキャラクターに改められた。その後、1クール終わりごろに監督の中澤祥次郎が天晴のキャラクターを「頭では咀嚼できていないが感覚的に鋭いところや見る目を持っている」と評したことで、下山の中でも天晴のキャラクターが定まったという。
- 第21話の野球は天晴役の西川が脚本の下山に依頼して実現したものである。

アカニンジャー
伊賀崎天晴が変身する戦士。名乗りフレーズは「暴れてアッパレ!」。
多彩な忍法と剣術を得意とし、二刀流を用いることもある。
忍びの20以降、アカニンジャー超絶に変身する。

加藤・クラウド・八雲（）
イギリス帰りのクールな青年。19歳。一人称は「俺」。後に仲間からは「ヤッキー」と呼ばれるようになるが、本人は嫌がっている。母親やエレナなどイギリスに住んでいる身内からは「クラウド」と呼ばれている。
ニンニンジャーのサブリーダー的存在で、戦闘では的確な判断をみせる頭脳派。物事をクールに捉える自信家で、合理的に動くことを好む。天晴の不在時には他メンバーを指揮することも多い。非常に負けず嫌い。
イギリスでは魔法学校に留学しており、忍びの2までは忍術には価値自体は認めているものの否定的な見方を示していたが、天晴を越えてラストニンジャになることを決意した後は、魔法忍者として西洋魔法と忍術を組み合わせた独自の技を多用するようになった。魔法で相手の姿を変えられるが、有効時間は30分である。
「イージー（Easy）だな」が口癖。たまに別の英単語を用いることもある。
朝食は英国式ブレックファーストに決まっているらしく、キンジが作った朝食のステーキを魔法でベーコンエッグとトーストに変えてしまったことも。忍術の授業では一人だけ講義用のテーブルと椅子に座っている。幼いころはサッカー選手になるのが夢だった。
八雲は母・春風のことを普段は「マミー（mammy）」と呼んでいるが、仲間の前では「母さん」と呼んでいる。その母からプレゼントしてもらった芝刈り機「シバ・カーリー」のカーリーを、自身はイギリス人でもないにもかかわらず「芝刈り機はイギリス人の誇り」と称して大切にしている。その後もシェイクスピアを「イギリス人の嗜み」と述べたり、自らを「イギリス紳士」と称したりしたことがある。
魔法学校にいたころは、校長の娘であるエレナには「魔法戦隊でリーダーをやっている」と手紙で伝えていた。また彼女から「一人前の魔法使いになったら結婚してあげる」とプロポーズの約束をしていたが、エレナにボーイフレンドができたため、失恋してしまった。
忍びの18・33では成り行きから敵との複雑な感情が入り乱れたエピソードが描かれたり、忍びの25では女装姿を披露したりするなど、話が進むにつれてネタキャラ要員としての一面も見せている。
シリーズ後半に差し掛かったころからは霞にやりこめられるシーンもなくなり、サブリーダー格として活躍するシーンも増えており成長をうかがわせている。
戦いを終えた後はラスト魔法忍者を目指し、イギリスの魔法学校に戻り教壇に立ち、授業で忍術と魔法を融合させた技を披露している。
- 忍者ではあるが色々なことをやらせたいという武部のリクエストから、魔法使い忍者という部分から掘り下げていき、属性的には少し浮いている存在にするために育ちのいいお坊ちゃんタイプとなり、そこに次男あるあるの負けず嫌いを加えたものとなった。
- 八雲を演じる松本は、左利きであったが、右手で忍者一番刀を使わなければいけなかったため、苦労したという。

アオニンジャー
加藤・クラウド・八雲が変身する戦士。名乗りフレーズは「轟け八雲!」。
シュリケン忍法と魔法を組み合わせた多様な技を用いる。また体術も優れ、華麗な動きを見せる。
忍びの38・44では、アオニンジャー超絶に変身する。
- 当初は逆手の立ち回りも多かったが、中田が順手で忍者一番刀を持っていたため、松本も合わせるようになり、中田も順手で落ち着いたという。

松尾 凪（）
メンバー最年少の16歳で、高校2年生。3組35番である。一人称は「僕」。
明るく人懐っこい性格の年下キャラで、皆の弟的存在。キンジに対しては「すごく変」と無邪気に言い放つなど警戒心を全く持たず、すぐに打ち解けた。仲間の行動を「シュリケン忍法・〇〇の術」と名付けることが多い。天晴曰く「いたずら小僧であることは昔から変わっていない」とのことで、忍びの15では霞を「シュリケン忍法・裏番長の術の使い手」と呼んで怒らせた。私服での外出時はいつも帽子を腰に下げている。また、周囲の洞察力にも長けており、天晴たちの飲み物などの趣味嗜好も把握している。
要領の良さとマニュアル思考で堅実な人生設計を思い描き、安定な生活を送るため、公務員を目指しており、将来のために資格や免許を取るのが好きな資格マニア。これまでに取得した簿記会計、ボイラー技士、電気工事士、消防設備士などの資格と同様、忍術に関しても参考書に頼っていたが、年上のいとこ4人が参考書以上の手本となることに気付いたため、忍術の参考書は全て仕舞い込んだ。
風花と同じく常識人で、仲間や敵にツッコミを入れることが多い。物事を現実的に捉えているちゃっかり者だが、戦闘では未熟な面もある。しかし、周りに合わせるのが誰よりも得意な世渡り上手で、妖怪ヤマワラワとの三人四脚勝負では自ら天晴とキンジの間に立って調整役となり、勝利に貢献している。
戦いを終えた後はラストお膳立て忍者を目指し、大学受験に専念する。
- 物事をどうしたら楽しくやり遂げられるかと考えたり、世渡り上手などの末っ子要素を混ぜ、資格マニアというのも、目標や目的があってのものではなく、年上のいとこたちという反面教師を見てきたからのものであるという。下山は凪のキャラクターを「要領の良い末っ子であるがゆえに本質が抜けている」と位置づけており、個性のない者がいかにして個性を見つけるかをテーマとしていた。

キニンジャー
松尾凪が変身する戦士。名乗りフレーズは「煌めきの凪!」。
高い身体能力を持ち、意外と力もあるため、運動能力に優れ、アクロバティックな戦い方を得意とする。また奇抜な戦法を思いつくことも多い。
忍びの36ではキニンジャー超絶に変身する。
- 黄色の男性戦士は『魔法戦隊マジレンジャー』（2005年）以来10年ぶりであった。

伊賀崎 風花（）
天晴の妹（長女）。17歳の高校3年生。身長155cm。靴のサイズは23.5cm。特技は忍術、料理、縄跳び。趣味はお菓子作り。大好物はニンニクの入った餃子。得意料理はオムライスと肉じゃが。一人称は「私」。
頼りない父と暴走しがちな兄に振り回された影響から、天晴やずれている仲間のツッコミ役を務める真面目なしっかり者。その一方でドジな一面もあり、貧乏くじを引かされたり、ギャグのオチが回ってくることも多い。敵の罠に引っかかってしまうこともある。怒りっぽい面もあり、道場で暴れまわる天晴やキンジに説教することもあった。
「NJK（）」を自称し、忍者としての使命と、「普通の学校生活を送りたい」という年頃の娘らしい願いとのジレンマに悩んでおり、また夢をしっかりもっている兄の天晴や霞を羨ましく思っていたが、幼いころには「（兄を超える）忍者になりたい」という夢を持っていたことを思い出してからはその悩みを吹っ切り、忍びの戦いと学校生活を両立させるべく奮闘している。
兄妹であるため、天晴の性格や気質に関しては人一倍理解しており、忍びの14にて妖怪ヤマビコが天晴の声で助けを求めて騙そうとした際には見破って返り討ちにしている。
キンジを初めて見た際は兄と似ているという理由で、親近感が湧いていた。
戦いを終えた後はラストアイドル忍者を目指し、芸能事務所のオーディションを受けている。
『帰ってきた手裏剣戦隊ニンニンジャー ニンニンガールズVSボーイズ FINAL WARS』では、母である伊賀崎桜子のプロデュースによりアイドルユニット「ニンニンガールズ」のニンニンホワイトとして活躍している。ニンニンホワイトとしての名乗りフレーズは「白銀のワン・ナイト・ドリーム!」。
- 前述のように5人全員が一人っ子というのは無理があるため、兄弟/兄妹を設定したが、物語の幅が広がるものとして同性の弟ではなく、異性である妹が置かれた。下山は、自身に妹がいることから兄や父に冷たい反応をするなどリアリティのある描写をしており、風花を妹が欲しい男性の理想像にはしたくなかったと述べている。忍びの24での焼き肉ネタは、Twitterに挙げられていたカップルの会話の実況が元になっている。
- 当初の設定では真面目でしっかりものの学級委員タイプとなっていたが、パイロット監督の中澤祥次郎の提案によりドジっ子に改められた。

シロニンジャー
伊賀崎風花が変身する戦士。名乗りフレーズは「ひとひら風花（）!」。
忍具の扱いに長け、状況に応じて使い分ける。

百地 霞（）
洞察力に優れ、科学に詳しい女子大生。19歳。一人称は「私」。八雲からは「霞姉」と呼ばれている。
あまり喜怒哀楽を表さないクールビューティーで、丁寧語で話すおっとりした物腰とは裏腹に、空気の読めなさと天然ぶりが目立っており、同時に毒舌家な側面も持ち合わせているため、特に八雲を始めとする仲間たちを振り回すこともある。一方で怒らせるとかなり怖く、特に八雲からは恐れられ、凪からは「裏番」と呼ばれている。おでんでは大根が好物。
天晴に勝るとも劣らないほど祖父好きで、好天が宇宙人と30回交信したという話を聞いて感銘を受けたことがきっかけとなり、発明家を目指すため、大学で科学を学んでいる理系女子。鋭い観察力を持ち、オトモ忍との会話をすることが可能なカラクリ忍ホンヤクなどのメカ開発も得意。オカルトにも興味があり、特に幽霊のことになると熱く語っている。巧妙な口車や知略で敵のみならず味方をも手玉に取ったり、開発した装備によってピンチを乗り切ったりと、相当な切れ者である。さらに、忍術の扱いにも優れており、中間テストでは5人中最高得点の90点だった。ほとんど隙らしい隙を見せない人物だが、忍びの31では十六夜流忍者ムジナの手で一時的にお馬鹿キャラと化したことがある。また牙鬼萬月が登場した際は彼の前にその自信を打ちのめされ、一時スランプに陥っており、好天から「優秀な者ほど敵を侮りやすく、恐れやすい」と評されるが、最終決戦では「一度挫折を味わったお前ならもっと強くなれる」と述べられている。
戦いを終えた後はラスト科学忍者を目指し、大学での研究室で再び研究者への道を歩み出し、科学的な忍タリティの解明に従事する。
『帰ってきた手裏剣戦隊ニンニンジャー ニンニンガールズVSボーイズ FINAL WARS』では、風花と同じくアイドルユニット「ニンニンガールズ」のニンニンピンクとして活躍している。ニンニンピンクとしての名乗りフレーズは「桃色のガールズ・ビー・アンビシャス!」。
- 忍びの5で登場した大学の研究室は、テレビドラマ『警視庁捜査一課9係』のセットを流用している。

モモニンジャー
百地霞が変身する戦士。名乗りフレーズは「揺らめく霞!」。
頭脳戦を得意とし、相手を手玉に取って戦いを優位に進める。また多彩な忍術や柔軟性を活かしたしなやかな動きも用いる。

キンジ・タキガワ
忍びの10から登場。アメリカからやってきた妖怪ハンター。22歳。一人称は「あっし」。
「ヒーハー!」「イヤッハー!」が口癖で、西部劇の保安官のような服装をしているが、落語や時代劇から日本語を学んだことで英語は流暢だが、普段から自己流の江戸弁で話す。当初は仲間からは「スター（さん）」と呼ばれていたが、後に天晴には「キンちゃん」、八雲には「キンジ」、凪には「キンさん」、風花・霞には「キンジさん」と呼ばれるようになる。
幼少期に、妖怪ハンターだった父のジュンジと兄のレイジが西洋妖怪オオカミオトコとの戦いに敗れて殉職したことで同じ道を志し、アメリカ西部の田舎町で出会った好天に魅了されて以来「ラストニンジャ」の弟子入りを志願するようになった。しかしその一方で好天への憧れとは別に「終わりの手裏剣」を探し求め、その力を使って父と兄を復活させる願望も抱いており、この点を好天に見透かされていたことも後述するように弟子入りを認められない理由の一つとなっていた。
好天から告げられた「自分を倒せたら弟子入りを許す」という言葉を真に受けて、彼の自叙伝を読みながら独学で忍術を身に付け、日本まで追ってきたものの、今度は好天が「ニンニンジャーを倒せたら弟子入りを許す」と言い出したため、忍術道場に住みつき、得意の家事に勤しみながら天晴たちの隙を狙う「刺客にしてお手伝い」という奇妙な生活を送ることになった。ただし、それはごく短い間で、好天に1カ月の弟子入り期間を設けられてからは、お手伝いをやめて刺客に徹している。
ラストニンジャの孫である天晴たちにはそれなりの敬意を表しており「○○坊ちゃん（男性陣）、○○お嬢ちゃん（女性陣）」と呼んでいる。自身が家族を早くに亡くしたことから、伊賀崎家の家族のやりとりを見て複雑な心境を抱くこともある。
日本妖怪マニアで、妖怪に対してはミーハーで、一緒に記念写真を撮ったり、足形の標本を保存する趣味を持つ。
無鉄砲ながら心優しい一面を持つなど、天晴とは似た者同士。八雲とは「魔法を使うなど忍者として邪道」と評したり、英語の発音などを巡って対立することはあるものの、いざという時はチームワークを発揮することもある。
ニンニンジャーの命を狙うため隠れていることもあるが、洞察力の鋭い凪や霞に普通に気づかれている。また、自分の使命に夢中になって、天晴の命を狙って道場を散らかしたことにキレた風花から「道場でのお命頂戴は禁止!」と制限をつけられてしまい、戦いが終わった後はそれほどではなくなったものの時間が決められた。
戦闘能力はアカ・アオ・シロの3人を一度に相手にしても軽くあしらうほどの実力だが、学んだ忍術が独学のため当初初期メンバー5人が使える五トン忍シュリケンを使いこなせず、妖怪バクとの戦いの中で習得していった。また、団体行動には慣れておらず、九衛門に弟子にならないかと誘われた時は激しく動揺するなど精神的な揺さぶりに弱い一面もある。
忍びの17にてついに弟子入り期限を迎え、妖怪ウミボウズを撃破した後に天晴たちと対峙するも、来日以来アメリカ時間のまま行動し日本との時差を忘れていたことで実際には既に期日を1日過ぎていたことを好天から知らされ、弟子入りを諦め餞別として与えられたサーファーマルでアメリカへと帰国した。その後、忍びの18にてハワイでサーファーマルとともにバカンスを満喫していた際にニンニンジャーがサーファーマルを召喚したことで半ば強制的に日本へと連れ戻される羽目になり、天晴たちの口添えで再度弟子入りを懇願するも、好天の態度は変わらなかった。しかし、忍びの20において天晴たちがライオンハオーを仲間にしたことで好天に少しだけ認められ、「弟子見習い」という形で弟子入りが許される。その後、忍びの27で好天の言葉と天晴たちの激励により自身のすべきことを悟り、獅子王の力を借りスターニンジャー超絶となって仇敵・妖怪オオカミオトコを倒すことで、遂に好天から正式な弟子として認められた。
しかし、西洋妖怪オオカミオトコとの闘いで付けられた傷が元で体の妖怪化が進み、妖刀「浦鮫」を手にしたことで妖力に侵されて心身共に完全に妖怪化しかけた上、精神世界で幻影となって現れ、複数の妖怪と共に自分と同じ顔を見せ取り囲んだ九衛門に精神攻撃されるも、天晴たちの言葉を思い出して自らの弱さを受け入れた上で乗り越え、己の中の忍タリティによって妖刀「浦鮫」が忍者激熱刀に変化したことでスーパースターニンジャーへとさらなる進化を遂げた。
戦いを終えた後はラストワールドワイド忍者を目指し、かつて好天が営んでいたおでん屋の屋台を引き継いで世界各地を行脚している。
- アメリカ出身という設定は、スターニンジャーのデザインが決定したことに伴い付与された。
- 下山は、キンジには初めから重い設定を背負わせることで「どんどん前に進む」というコンセプトの5人ではできないシリアスな部分を担わせており、また九衛門との橋渡し役と位置づけることで伊賀崎家の部外者であっても物語のキーパーソンとして位置づけていた。妖怪オタクや江戸弁はその後に加えられた要素ではあるが、唯一当初の案で、前作『トッキュウジャー』の元々敵側にいた虹野明とはかけ離れたキャラクターとして、仲間でも敵でもない第三勢力というポジションという案が残った。

スターニンジャー
忍びの8から登場。キンジ・キタガワが変身する戦士。名乗りフレーズは「彩（）の星!」。決めゼリフは「忍びなれどもパーリナイ!」の場合もある。6人揃っての名乗りは当初は個人名のみだったが、忍びの13から「ニンニンジャー！」と名乗るようになる。スーツカラーはゴールド。
5人と異なるハット型鉢金とポンチョ状のスタープロテクターが特徴である。
スターソードガンと風雷忍シュリケンを用いたダイナミックな戦いを得意とする。
忍びの27ではスターニンジャー超絶に変身する。
スーパースターニンジャー
忍びの36から登場。忍者激熱刀で変身するスターニンジャーの強化形態。
スタープロテクターが赤く偏し、ポンチョ状の特殊布を装着しているのが特徴である。基本的には忍者激熱刀を用いるが、スターソードガンとの二刀流を用いることもある。
- スーパースターニンジャーは当初は登場の予定がなく、忍者激熱刀の登場に際して追加されたが、デザインはスターニンジャーの初期案の一つが元になっており忍者激熱刀に合わせたものにはなっていない。

### 伊賀崎忍術道場
伊賀崎 好天（）
天晴たち初期メンバー5人の祖父。70歳。一人称は「わし」。妖怪に転生した幻月を48枚に及ぶ封印の手裏剣で封じ込め、ラストニンジャという称号を手にした。その後長きにわたり隠遁していたため、天晴たちからは既に死亡していると思われていたが、彼らが初勝利を収めたその直後に再びその姿を現した。
一見して掴みどころのない、飄々とした人物。普段は忍術道場には住んでおらず、屋台のおでん屋やカレー屋のアルバイトをしながら暮らしている。
カジュアルな服装を好み、英語やイタリア語混じりのファンキーな言葉遣いをするなど、見掛けによらず言動は若々しい。また悪戯好きで、様々な忍術を用いて天晴たちの未熟ぶりをからかっている。一方で、病院が大の苦手という一面も持つ。
老齢のためか、自身は現在では幻月と戦えるほどの力はないと語り、孫たちに後のことを任せているが、それでもなおアカニンジャーに変身した天晴を翻弄するだけでなく、十六夜九衛門の攻撃をすべてかわすほどの実力を誇る。
宇宙人と交信を重ね、そのテクノロジーを応用して、カラクリ技師二十一代目・雑賀鉄之助と共に、オトモ忍を開発した人物でもある。しかし、自身が開発したオトモ忍の1つであるライオンハオージョウを手なずけることに失敗したこともあり、孫たちに手なずけるよう命じた。
先述のように、キンジを弟子にすることには異常なまでの否定的な態度をとっていたが、後にその理由として、かつて弟子であった九衛門が道を誤ってしまったことを明かしている。そのためか、当初は孫たちに稽古を付けることはなく、彼らにさまざまな試練を与えていた。しかし、実際は九衛門の離反に対する悔恨があり、そのことを天晴に「一番恐れているのは爺ちゃんだ」と指摘されたことで考えを改め、キンジを信じることにより彼を正式な弟子として認めた。
ニンニンジャーの最終試験で命のやりとりを拒否した天晴に「お前たちにラストニンジャを継ぐ資格はない」といい彼自身が青年時代に父を倒して忍タリティを奪ったことを告白する。
忍びの45では旋風・天晴と共にアカニンジャーに変身した。
終盤になると時折身体の一部が粒子状になり消えかかるようになる。実は以前の幻月との戦いで既に死亡しており、終わりの手裏剣の力で姿を保っていたが、幻月との決戦で隙を突いた久右衛門の手で深手を負わされ、忍タリティと終わりの手裏剣を奪われた後、とどめの一撃を受け光の粒子となって消滅した。
信楽焼の狸の中から旋風が見つけた小箱に天晴たち6人と旋風に対するメッセージを遺言として立体映像で残していた。
忍びの最終章で久右衛門に渡そうとしていた封印の手裏剣が緑の忍シュリケンに変化したことから、天晴は「じいちゃんは九衛門を弟子に戻したかった」と推測している。
『帰ってきた手裏剣戦隊ニンニンジャー ニンニンガールズVSボーイズ FINAL WARS』では遺影のみ登場している。
- 当初は演じる笹野高史のスケジュールの都合から1年間で5回程度しか登場しないものと想定されていたが、各方面からの要望を受け出番が増えていった。
- 下山は、好天が既に死亡していたという設定について当初は自由に解釈できるようあやふやな描写としていたが、自身の中では劇中の通りの結末を想定していたという。

アカニンジャー（好天）
忍びの45・46に登場。伊賀崎好天が変身する戦士。名乗りフレーズは「果てなき日輪!」。
たすき部分が金色になり忍タリティと書かれている。また変身後のバックには「爺」の文字が表示された。天晴や旋風とは異なり変身に忍者一番刀と忍シュリケンを使用しておらず、自身の忍タリティのみによって変化している。戦いには忍者刀を使用しており、所持していた忍者一番刀はそのまま旋風に譲渡している。得意技は砲煙弾雨の術。
- この変身により、『獣電戦隊キョウリュウジャー』で桐生ダンテツ/キョウリュウシルバーを演じた山下真司（当時62）が作った、戦隊シリーズの最高齢変身者記録が更新された。

伊賀崎 旋風（）
伊賀崎兄妹の父で、八雲・凪・霞の伯父（叔父）。好天の長男。46歳。一人称は「俺」または「父さん」や「おじさん」など。少年時代から眼鏡をかけている。忍者装束はグレー。
忍者ではないが、それに関する知識は豊富であり、好天から託された道場の師範として天晴たちに忍術を座学で指導する。ただ、温厚な性格も相まって指導者としての威厳にはやや乏しい。幼少のころは忍術の才能に秀でていたが、心が優しすぎて忍びには向いていないことを好天に危惧されており、さらに風花ぐらいの年齢のころにその才能も尽き果ててしまったために、忍者の道を断念。今では妖怪相手に無力で、いざという時には天晴たちに頼るしかない自分を歯痒く思っている。忍びの16では「家族を思う気持ち」から一度だけ竜巻の術を奇跡的に発してニンニンジャーのピンチを救った。
実は彼の忍術の才能は、九衛門の手によって忍タリティを奪われたことで尽き果て、その前後の記憶も消されたことが忍びの28で好天の口から語られた。好天も旋風の心優しさが命取りになることを案じて、敢えて九衛門の行いを許し旋風にもその真実を隠し続けていたが忍びの29で当時の記憶を思い出す。心に迷いがあったために九衛門の術にかかってしまったことを悔いつつも、「優秀な後輩九衛門が現れようと、親父（好天）に何と言われようと、夢をあきらめてはいけなかったんだ！」と悟り、天晴たちに行くべき道を示した。
忍びの42ではシュリケンジンを奪還するために八雲の魔法で妖怪ネコマタのいとこの後輩のはとこの妖怪メガネコマタに化け、萬月たちの下へ潜入した。
忍びの45では九衛門に奪われていた忍タリティを取り戻し、それに伴い封印の手裏剣が変化した旋風忍シュリケンを使い好天・天晴と共にアカニンジャーに変身した。
忍びの46で究極久右衛門の攻撃を受け、右腕を負傷して戦線離脱。その後、好天からのメッセージの入った小箱を天晴たちに差し出す。
食に関しては、洋食よりも和食派であり、特に鯵の開きと納豆が好物。風花に対しては「風花ちゃん」と呼んで少々溺愛気味に接し、素っ気なくあしらわれることも多いが、天晴・風花ともその父の愛情はきちんと察している。
『帰ってきた手裏剣戦隊ニンニンジャー ニンニンガールズVSボーイズ FINAL WARS』では、ニンニンガールズとニンニンボーイズの勝負の際に人数合わせと称してニンニンガールズに参加。その際、アカニンジャーではなく（臨時メンバー）ニンニンレッドとアナウンスされている。参加した理由は忍タリティを取り戻し忍術が使えるようになったことを桜子にアピールするためであった。
- 企画段階では東映プロデューサーの日笠淳をモデルとした「飄々として狡猾さも見せる狸親父」というイメージであったが、下山は演じる矢柴俊博に直接会ったことで好天に対して本音を言えないというキャラクターに方向性を変更した。

アカニンジャー（旋風）
忍びの45・46に登場。伊賀崎旋風が変身する戦士。
たすき部分が銀色になっている。名乗りフレーズは「切り裂く旋風（）!」。また変身後のバックには「旋」の文字が表示された。

### その他の人物
二十二代目・雑賀 鉄之助（）
忍びの19から登場。山奥の寺に住む、若き青年カラクリ技師。17歳。一人称は「俺」で、天晴からは「てっちゃん」と呼ばれている。クールな性格。
この名前は襲名制であり、先代（二十一代目）は好天と共にオトモ忍を誕生させた。
その実力は確かであり、破壊された忍シュリケンや忍者一番刀を即座に修復したり、天晴たちが新たなるオトモ忍を作り出す際に指導を行ったりしている。
獅子王（）
忍びの19から登場。ライオンハオーの精霊であり、声が大きく酒好きで自由奔放な性格。ライオンハオーだけでなく一番勝負チェンジャーに宿ってこれらを操る。堅苦しいことが嫌いな性分で、好天や天晴が世界を守るために力を貸すよう説いた時は反発して従わなかったり、出会って間もないアオやスターが一番勝負チェンジャーを駆使して超絶に変身しようとした時は「お前たち面白くないから」とこれを拒んだりしている。忍びの19では天晴たちの弱点を指摘するが、忍びの20では天晴から「一緒に暴れよう」と言われたことがきっかけで、天晴たちのことを認めて協力するようになる。忍びの41では超上級妖怪シュテンドウジと腕相撲で勝負して勝つが、その前に酒臭い息を浴びせられたことによって操られてしまった。忍びの42では好天や旋風と協力し、徳利を使ってシュリケンジンを操縦した。なおライオンハオーに宿らなくても、ライオンハオーを操ることができる。
テンションが上がった時の口上は「オトモなれども、暴れるぜ!」。
他の作品からの登場
サスケ/ニンジャレッド、椎名鷹介/ハリケンレッド、アカレンジャー
忍びの7に登場。それぞれ『忍者戦隊カクレンジャー』『忍風戦隊ハリケンジャー』『秘密戦隊ゴレンジャー』の登場キャラクター。

山地闘破/ジライヤ
忍びの34に登場。『世界忍者戦ジライヤ』の登場キャラクター。

小津翼/マジイエロー
忍びの38に登場。『魔法戦隊マジレンジャー』の登場キャラクター。

シュリケンジャー
忍びの43に登場。『忍風戦隊ハリケンジャー』の登場キャラクター。

## ニンニンジャーの戦力
書籍『手裏剣戦隊ニンニンジャー超全集』では、装備の総称をニンニン忍具と記述している。

### 共通装備
忍シュリケン（）
ニンニンジャーが使用する忍法のデータが収められた手裏剣型のアイテム。用途により複数の種類があり、五トン忍シュリケンを除く各忍シュリケンはコアとブレードに分かれていて、ブレードは各メンバーごとに色と形が異なっている。また、通常攻撃にはブレードのみを使用しており、ブレードにワイヤーを結び付けて高所に引っ掛けることで登ることも可能など、用途は幅広い。
変化忍シュリケン（）
ニンニンジャーへの変身や技を発動する際に使用する忍シュリケン。コアには5人それぞれが変身するニンニンジャーがデザインされており、左下にはメンバーごとに「赤」・「青」・「黄」・「白」・「桃」の文字が書かれている。そのコアにブレードを装着することで「◯◯ニンジャーシュリケン（◯◯は書かれている色）」の音声が鳴る。忍びの1では既に5人全員が所持していたが、入手経路・経緯については言及されていない。天晴以外の4人の忍シュリケンは銀色のブランク状態だったが、牙鬼一族と戦う意思を決めたことで変化した。
スターニンジャーが使用するものは、コアの左下に「星」の文字が書かれており、ブレードを装着することで「スターニンジャーシュリケン」の音声が鳴る。
忍びの45では、旋風が忍タリティを取り戻したことにより封印の手裏剣が変化したアカニンジャーシュリケン（旋風）が登場しており、それを使い旋風がアカニンジャーに変身している。
忍びの最終章では、封印の手裏剣が変化し、かつて好天が九衛門のために用意していたとされる緑色の忍シュリケンが登場している。この忍シュリケンは、『帰ってきた手裏剣戦隊ニンニンジャー ニンニンガールズVSボーイズ FINAL WARS』で九重ルナがミドニンジャーに変身するのに使用された。
オトモ忍シュリケン（）
オトモ忍を召喚する際に使用する忍シュリケン。初期メンバーが使用するものはコアの左下には「機」の文字が書かれている。コアのデザインは5人分とも共通で、ブレード部分が異なる。
封印の手裏剣が変化したオトモ忍シュリケンはコアやブレードが独自のデザインとなっており、コアの左下の文字もオトモ忍に合わせたものになっている。
天晴たちが最初に持った5つのオトモ忍シュリケンは、忍びの1で好天によって、巨大化した妖怪と対峙する天晴たちの元に届けられた。
スターニンジャーが使用するロデオマルのものはコアの左下に「牛」の文字が書かれており、召喚の際にはロデオマルとともにバイソンキングバギーも同時に召喚される。
忍びの32では、新しいオトモ忍を憑依合体の術で起動させゲキアツダイオーに合体した際に、6人の持っていた封印の手裏剣がそれぞれオトモ忍シュリケン激熱に変化した。
技忍シュリケン（）
特定のシュリケン忍法を発動するための忍シュリケン。
カクレンジャー忍シュリケン・ハリケンジャー忍シュリケン
ニンニンジャーの5人をニンジャレッドとハリケンレッドが認めたことで封印の手裏剣が変化した忍シュリケン。カクレンジャー忍シュリケンの左下には「分」の文字が、ハリケンジャー忍シュリケンの左下には「空」の文字が書かれている。使用するとカクレンジャー忍シュリケンは分身の術が、ハリケンジャー忍シュリケンは空駆けの術が発動する。シノビマルやシュリケンジンでも使用可能。
『帰ってきた手裏剣戦隊ニンニンジャー ニンニンガールズVSボーイズ FINAL WARS』では、風花が天晴との勝負で使用し、カクレンジャー忍シュリケンで分身の術とニンジャホワイトへの変身、ハリケンジャー忍シュリケンでハリケンブルーへの変身を行った。
ジライヤ忍シュリケン
忍びの34において、磁雷矢が自身の役目を自覚したことで天晴の持っていた封印の手裏剣が変化した忍シュリケン。コアに書かれている文字は「磁」。この忍シュリケンは使用すると磁光真空剣や磁雷神を召喚するジライヤの術を発動する。
縮尺縮小忍シュリケン（）
対象を小さくする忍シュリケン。コアに書かれている文字は「小」。
忍びの43では、アカが自身を小さくするために使用。
合体忍シュリケン（）
出自の異なるオトモ忍を合体させる忍シュリケン。
合体忍シュリケン
忍びの12において、4つの封印の手裏剣が一体となり変化した忍シュリケン。コアに書かれている文字は「合」。この忍シュリケンは忍者一番刀の「技」ボタンでアカの新技・乱舞忍烈斬の発動、およびオトモ忍搭乗時にキングシュリケンジンへの合体を可能とする。
超合体忍シュリケン（）
忍びの22において、二十二代目雑賀鉄之助によって作られニンニンジャーにお中元として送られてきた忍シュリケン。外観はブレードの色が赤くなった合体忍シュリケン。この忍シュリケンはオトモ忍搭乗時に覇王シュリケンジンや覇王ゲキアツダイオーへの合体を可能とする。
五トン忍シュリケン（）
シュリケン忍法の基本である5つの忍法を発動する忍シュリケン。コアの左下には「五」の文字が書かれている。ブレード部分は5人のものとはデザインが異なり、刃に刻まれた「火」・「水」・「木」・「金」・「土」のいずれかの文字を五トン忍シュリケンの上部に表示させるとその能力に応じた忍術が専用の音声と共に使えるようになる。
風雷忍シュリケン（）
スターニンジャーが使用する忍シュリケン。各面にはそれぞれ「風」・「雷」の文字が書かれており、パネルを切り替えることで風の術・雷の術を使い分けることができる。
終極忍シュリケン（）
忍びの37において、好天が作ったゲーム中で凪が覚悟の鍵を手に入れたことでゲーム中の終わりの手裏剣が変化した忍シュリケン。コアの中心にはニンニンジャーのマークが描かれている。
忍カタビラー（）
ニンニンジャーが着用する特殊強化鎖帷子。
- 変身後のデザインは、ゴーグル部分が手裏剣を、マスクが頭巾をそれぞれイメージしている。

### 初期メンバーの装備
忍者一番刀（）
初期メンバー5人が使用する忍者刀型の変身アイテム兼共通武器。刀身には「変」・「技」・「呼」の3つのボタンがあり、「忍者一番」という文字が刻まれている。刀身は忍ハガネ製で、厚さ50センチメートルの鋼鉄板を斬り裂くことができる。
鍔のアダプターに忍シュリケンをセットして技を発動する。
- デザインは電光掲示板をモチーフとしており、「忍者一番」の文字は外国人が着る漢字Tシャツもイメージしている。
- アクション監督の福沢博文は、忍者一番刀の殺陣では通常の時代劇よりもテンポ感を出すため、中国武術での青龍刀のような刀を回すアクションを取り入れた。同じ和風のスーパー戦隊である『侍戦隊シンケンジャー』との差別化や、シュリケンを回して刀に付けるため、それとのリンクも考えて、通常の時代劇では武士の作法としては刀を回すのはあまり好まれないが、忍者は武士ではないことからあえて取り入れたという。

変ボタン
変化忍シュリケンをセットして「変」ボタンを押すと、「ザ・変化!」の掛け声が上がった後、「ニンニンニン、ニンニンニニン!」の待機音が流れ、「シュリケン変化!」とコールしながら変化忍シュリケンを回すと「◯◯ジャー、ニンジャー!（◯◯は変化忍シュリケンに書かれた色）」の掛け声とともにそれぞれの色に応じたニンニンジャーへ変身する。
技ボタン
変化忍シュリケンをセットした状態で「技」ボタンを押すと、「ザ・ワザ!」の掛け声が上がった後、「なんじゃなんじゃ、なんじゃなんじゃ？」の待機音が流れ、その状態で変化忍シュリケンを回すことで「〇〇ジャー!、ニンジャー!」の音声の後、「忍者一閃!」の音声と共に忍烈斬などのニンニンジャーの必殺技を発動する。
呼ボタン
オトモ忍シュリケンをセットして「呼」ボタンを押すと「ザ・召喚!」の掛け声が上がり、「だれじゃ?」の待機音が流れ、オトモ忍シュリケンを回して「だれじゃだれじゃ?だ〜れだれじゃ?」の掛け声が鳴った後に、「◯◯マル!（オトモ忍シュリケンのブレードに対応したオトモ忍の名前）」の音声とともに、オトモ忍を召喚する。
ガマガマ銃（）
ガマガエルの頭を象った忍者銃。分間600発忍法光弾を発射する。妖怪の誕生を探知する機能も備え、普段は忍術道場に並べられ妖怪の出現を知らせる。後部に忍シュリケンをセットすることで銃口にあたるカエルの口が展開し、「ガマガマガマガマ」の待機音の後、トリガーを引くことで「バンバンバン、忍者一撃!」の掛け声とともに必殺技を発動する。
カラクリヘンゲン
大型の手裏剣型武具。基本形態では盾としても使えるほか、メンバーによりそれぞれ刀・弓・爪のいずれかに変形させて使用する。
カラクリヘンゲン刀（）
カラクリヘンゲンを変形させた刀状の武器。忍シュリケンをセットすると「ザ・カラクリ!」の掛け声と待機音が鳴り、その後「刀ヘンゲン、斬（）」の音声とともに必殺技を発動する。
カラクリヘンゲン弓（）
カラクリヘンゲンを変形させた弓型の武器。忍シュリケンをセットすると「ザ・カラクリ!」の掛け声と待機音が鳴り、その後「爪」と書かれた部分を引いて放すことで「弓ヘンゲン、射（）」の音声とともに必殺技を発動する。
- 福沢は、同じ飛び道具であるガマガマ銃との差別化として、忍びの2では放物線を描いて矢が降り注ぐという演出とした。

カラクリヘンゲン爪（）
カラクリヘンゲンを変形させた爪状の接近戦用武器。忍シュリケンをセットすると「ザ・カラクリ!」の掛け声と待機音が鳴り、その後「爪ヘンゲン、烈（）」の音声とともに必殺技を発動する。
ニンニンバックル
初期メンバー5人の腰部に共通して装着されているベルト型アイテム。左右に1個ずつ忍シュリケンを装備することが可能で、劇中では左腰にそれぞれのオトモ忍シュリケン、右腰に五トン忍シュリケンを装備している。
- デザインはスーツ全体が派手であることから、武部の意向によりシンプルなものとなった。

### スターニンジャーの装備
忍者スターバーガー
スターニンジャーが変身の際に使用するハンバーガー型の忍具。スターニンジャーシュリケンをセットした後、「シュリケンチェンジ!」とコールしながら変身する。
変身・技の発動・オトモ忍の召喚は勿論のこと、携帯端末のような役割を果たし、ガマガマ銃よりも優れたガマガマアプリで妖怪の誕生を探知することも可能。自画撮りできるカメラとしての機能もあり、キンジは妖怪とのツーショット写真を撮る際に使用している。
待機音声は全て英語になっている。
スターソードガン
スターニンジャーが使用するエレキギター型の銃剣。銃形態のガンモードと剣形態のソードモードの2形態をとる。変身前でも使用可能で、普段はギターケースに収められている。
刀身は忍ハガネ製で、厚さ60センチメートルの鋼鉄板を斬り裂くことができる。ガンモードでは忍者光弾を毎分600発発射することができる。
風雷忍シュリケンをセットし回すことで風の術や雷の術を発動する。また風雷忍シュリケンをセットした状態で赤いボタンを押すことで、「ザ・アタック」の音声と共にソードモードでは風の、ガンモードでは雷の必殺技を発動する。
- スターソードガンの取り回しは、映画『デスペラード』をイメージしている。

忍者激熱刀（）
元々は妖刀「浦鮫」であったが、自らの心の弱さを乗り越えたキンジの忍タリティを注入してその姿を変えた。スターニンジャーをスーパースターニンジャーへと強化する。形状は忍者一番刀と同一だが、カラーリングは赤を基調としている。刀身には「忍者激熱」と刻まれており、「激」・「技」・「発」のボタンを押して強化された技を発動する。刀身は超忍ハガネ製で、厚さ80センチメートルの鋼鉄板を斬ることができる。
武器としてなら初期メンバーでも使用でき、超絶勝負チェンジャーをセットすることも可能。また、忍者一番勝負刀との二刀流技も繰り出せる。
- デザイン段階では使用者か明確ではなかったため、誰が持ってもいいように玩具では6種類の手裏剣が合わさったデザインの終極忍シュリケンが付属し、6人の技の音声が収録されている。

### ニンニンジャー超絶
ニンニンジャーが超絶勝負チェンジャーを用いて超絶変化するパワーアップ形態。基本的にはアカがジョウ忍カッチュウを装着することでライオンハオー（獅子王）のパワーと融合し、アカニンジャー超絶となる。大幅に身体能力が上昇し、上級妖怪ヌエを素手で圧倒した。一度に一人しかなれない。
アカから借りて使用することも可能で、忍びの27ではスターが、忍びの35ではキが、忍びの38・44ではアオが、それぞれ超絶に変身している。
忍びの39でのモモは「（自分の）センスに合わない」という理由から超絶に変身せずに忍者激熱刀に超絶勝負チェンジャーをセットして超絶激熱乱れ斬りを披露している。
また、生身のままジョウ忍カッチュウをまとった姿に変身することもできる。忍びの22では風花が超絶風花に、忍びの38では「忍者成人式」の衣装として八雲が超絶八雲に変身している。
超絶勝負チェンジャー（）
ニンニンジャーが超絶に変身する際に使用するブレスレット型のカラクリ。二十二代目雑賀鉄之助によって作られ、天晴に与えられた。
普段は獅子王の意思が宿った状態で天晴が所持しており、喋ったり自力で動くことも可能。
忍者一番勝負刀（）
忍者一番刀に腕から外した超絶勝負チェンジャーの手裏剣部分をセットした形態。

### シュリケン忍法
各個人の忍タリティを元に生み出されたもので、その忍タリティの大きさが、技の強さに比例する。

#### 五トンの術
火炎の術
五トン忍シュリケンを「火」に合わせて忍者一番刀にセットし回すことで「めらめらじゃー」の音声と共に、火炎で攻撃する。
風の術や竜巻の術と組み合わせることも多い。
大火炎の術
火炎の術の強化版で広範囲にたくさんの火柱を出す。
火炎暴れ斬り
モモニンジャーが使用。火炎の術で連続斬りを行う。
水の術
五トン忍シュリケンを「水」に合わせて忍者一番刀にセットし回すことで「じゃぶじゃぶじゃー」の音声と共に、激流での攻撃をする。
鏡花水月の術（）
自身の前に水の盾を発生させて相手の攻撃を跳ね返す。
鏡返しの術
キニンジャーが使用。仲間の前に水の盾を発生させて相手の攻撃を跳ね返す。
まぼろし館の術
霧を発生させて忍術道場の幻影を作り出す。
木の術
五トン忍シュリケンを「木」に合わせて忍者一番刀にセットし回すことで「もくもくじゃー」の音声と共に、大量の葉で攻撃したり、蔦や凧を作ったりする。
丸太橋の術
水面に丸太を次々と作り出し、その上を走り抜ける。
ツルツルツタの術
木の術で蔦のつるを作り出して相手の動きを封じる。
金の術
五トン忍シュリケンを「金」に合わせて忍者一番刀にセットし回すことで「きんきらじゃー」の音声と共に、金箔や金属片を周囲に巻き起こしたりクナイや鎖を生み出して操ったり、たらいを盾として攻撃を受けたりできる。術が不完全だと金だらいを敵（または自分）の頭に落とし、ダメージを与える。
チェーンの術
金の術で鎖を作る。
おしおきの術、ちょっと待っての術
複数人で金の術を使用し、金たらいを相手の頭上に落とす。
キラキラスターライトロードの術
金の術で光の道を明るく照らす。
土の術
五トン忍シュリケンを「土」に合わせて忍者一番刀にセットし回すことで「どんどんじゃー」の音声と共に、地面を爆発させる。
トンネルの術
地面にトンネルを生み出す。
落とし穴の術
土の術で落とし穴を作り出す。
土からポンの術
落とし穴の術で作った落とし穴に自ら落ち、敵が油断したところを攻撃する。

#### 上級シュリケン忍法
五トンの術などの術を2つ以上組み合わせて発動し、相手に幻覚を見せる。
冷え冷えクーラーの術
水の術と金の術を同時に発動して、南極の風景を見せる。
都会砂漠の術
火炎の術と土の術を同時に発動して、砂漠の風景を見せる。
溶岩の術
火炎の術と土の術を同時に発動して、溶岩で相手の動きを止める。
熱々バーベキューの術
火炎の術・金の術・木の術を同時に発動して、バーベキューの焼き網の風景を見せる。
アツアツ熱湯風呂の術
火炎の術と水の術を同時に発動して、熱湯風呂を出す。
五トン結界の術
火・水・木・土・金を同時に発動して、結界を張る。
憑依合体の術
合体忍シュリケンと変化忍シュリケンを同時に発動して、いろいろなものに憑依する。
忍びの32では起動していないゲキアツダイオーのオトモ忍に憑依することで起動に成功している。

#### オトモ忍シュリケンを使った忍法
召喚の術
忍者一番刀にオトモ忍シュリケンをセットし、「呼」ボタンを押したあとにシュリケンを回すことで、オトモ忍を召喚する。
蜿蜒超蛇の術（）
パオンマルの忍シュリケンを忍者一番刀にセットし回すことで、象の鼻のように手足を伸ばして遠くの敵を攻撃する。
天地逆転の術
UFOマルの忍シュリケンを忍者一番刀にセットし回すことで、重力を自由自在に操る。
無重力の術
UFOマルの忍シュリケンを使用し、UFOマル型の円盤に乗り飛行する。

#### 技忍シュリケンを使った忍法
分身の術
カクレンジャー忍シュリケンを忍者一番刀にセットし回すことで、2人以上に分身する。分身した分だけ使用した者の体力をさらに消耗させるリスクも持ち合わせている。
空駆けの術
ハリケンジャー忍シュリケンを忍者一番刀にセットし回すことで、空を駆ける。

#### 風雷忍シュリケンを使ったシュリケン忍法
風の術
風雷忍シュリケンを「風」に合わせてスターソードガンにセットし回すことで、竜巻を起こす。
雷の術
風雷忍シュリケンを「雷」に合わせてスターソードガンにセットし回すことで、雷を起こす。
超イカズチの術
雷の術の強化版。
ウイニングロックスター
スターソードガン・ソードモードで放つ必殺奥義。
ライトニングロックスター
スターソードガン・ガンモードで放つ必殺奥義。
ロックンロールサンダー
スターソードガン・ガンモードで放つ必殺奥義。
スーパースターニンジャーの術
激熱ウイニングスーパースター
忍者激熱刀に風雷忍シュリケン（風の術）をセットして発動する。
激熱ライトニングスーパースター
忍者激熱刀に風雷忍シュリケン（雷の術）をセットして発動する。

#### シュリケン忍法奥義
忍烈斬（）
忍者一番刀の「技」ボタンを押した後にセットされている忍シュリケンを回すことで発動するニンニンジャーの必殺技。
一斉忍烈斬（）
複数人で一斉に放つ忍烈斬。アカ→アオ→キ→シロ→モモ→アカの順で放った後、今度は全員でジャンプし、回転しながらの落下と共に、アカ→アオ→キ→シロ→モモの順で斬り裂く。
忍龍斬（）
回転しながら斬り裂くアオの必殺技。
超忍烈斬（）
忍烈斬の強化版で、周囲の敵を一瞬で殲滅する。
兄妹忍烈斬（）
アカとシロで斬りかかる必殺技。
マジカル忍烈斬
アカの忍烈斬にアオの魔法を組み合わせた必殺技。
スターライト忍烈斬
アカニンジャーとスターニンジャーの同時攻撃。
竜巻忍烈斬（）
旋風の竜巻の術にアカニンジャーが乗り、忍烈斬で斬りつける。
超絶スター忍烈斬
スターニンジャー超絶が忍者一番勝負刀とスターソードガンの二刀流で放つ。
サマー忍烈斬
アカニンジャー超絶とキ・モモの同時攻撃。
超絶トリプル忍烈斬
キ、モモ、アカニンジャー超絶の順で斬りつける連続攻撃。
ハイスクール忍烈斬
学生服姿のキニンジャーとシロニンジャーの同時攻撃。
カーリー忍烈斬
アオニンジャーとスターニンジャーが芝刈り機のカーリーのように回転しながら放つ。
三代忍烈斬（）
好天・旋風・天晴の3人のアカニンジャーが次々に忍烈斬で斬りかかる。
磁光真空忍烈斬（）
アカニンジャー超絶が忍者一番勝負刀と磁光真空剣の二刀流で放つ。
新上級シュリケン忍法奥義レジェンド忍烈斬
アカニンジャーがカクレンジャー・ハリケンジャー・ジライヤの忍シュリケンを用いて放つ。
乱舞忍烈斬
合体忍シュリケンをセットし回して発動する技。5人の力が合わさっている。
究極奥義オール伊賀崎流アッパレ忍烈斬
8人のニンニンジャーが連続して忍烈斬を放つ。
究極奥義伊賀崎一族忍烈斬
6人が波動を放射したのち強化した忍烈斬を放つ。
手裏剣斬（）
手裏剣のように回転しながら敵を斬り裂く技。
二刀流シュリケン斬超絶斬り
アカニンジャー超絶がアオとスターを手裏剣のように回転させながら投げつけ、2人が攻撃した後アカニンジャー超絶が敵を斬り裂く合体技。
新奥義・黄忍斬（）
キニンジャーが編み出した技。スピンしながら敵に斬りつける。
超絶黄忍斬・完全版
キニンジャー超絶の必殺技。炎に包まれてスピンしながら斬りつける。
十字刃の術（）
数人の刀を合わせて手裏剣のようにする。
扇風機の術（）
忍者一番刀を持ったシロニンジャーをキニンジャーが回し、突風を起こす。
潮干狩りの術
カラクリヘンゲン爪で砂中の敵に攻撃する。
ガマガマ銃乱れ撃ち
5人が姿を消しながらガマガマ銃を放つ。
カラクリヘンゲン5忍弾
シロとモモのカラクリヘンゲン弓、アオとキのカラクリヘンゲン刀、アカのカラクリヘンゲン爪による連続攻撃。
カラクリヘンゲン兄妹斬り
アオとモモが弓で放った矢をキとスターが爪とソードガンで受け取り、さらにアカとシロに向かってそのエネルギーを投げ、最後にアカとシロがそのエネルギーを刀で斬って敵に投げつける技。
超絶シュリケン斬（）
アカニンジャー超絶が炎を帯びた忍者一番勝負刀の刀身を伸ばして斬りつける。
超絶巨大シュリケン斬
巨大化したアカニンジャー超絶が放つ。巨大化した妖怪マタネコを一刀両断して倒している。
超絶激熱二刀流シュリケン斬
忍者一番勝負刀と忍者激熱刀の二刀流で放つ。
超絶マジカルシュリケン斬
忍びの38で使用。アオニンジャー超絶が魔法で炎のドラゴンを生み出して斬りつける。
超絶ダブルシュリケン斬
超絶シュリケン斬とキニンジャーのガマガマ銃の同時攻撃。
超絶サマーシュリケン斬
超絶シュリケン斬とモモニンジャーの忍烈斬の同時攻撃。
火球忍法光弾
アカニンジャー超絶が超絶勝負チェンジャーから火球を放つ。
一斉激熱シュリケン斬
忍者激熱勝負刀を持つモモニンジャーを中心とした連続斬り。
親子合わせ斬りの術
アカ・シロ・アカ（旋風）が忍者一番刀を合わせて斬撃を放つ。
新シュリケン忍法奥義
6人が好天を超えるため生み出した奥義。
衝撃爆裂斬（）
5人が刀から波動を放つ。
超絶衝撃爆裂斬（）
波動を放った後、上空から6人で敵を切り裂く。

#### その他の忍法
ここでは忍シュリケンを使わない忍法を記載する。
身替わりの術
藁人形で作られた身代わりと入れ替わる。
金縛りの術
対象の者を金縛りにする。
影縫いの術
忍者一番刀と自らの影で相手の影をその場に縛り付け、相手の動きを封じる。
竜巻の術
竜巻を発生させる。好天や旋風も使用する。
ムササビの術
布を広げて滑空する術。ニンニンジャーの移動手段である。
体操のお兄さんとお姉さんの術
風花が自身と凪を変化させて送迎バスに園児たちを誘導して乗せた。

### オトモ忍
オトモ忍シュリケンと忍者一番刀の「呼」ボタンで発動するシュリケン忍法召喚の術によって召喚されるニンニンジャーのカラクリ巨大マシン。現代になって好天により作られた。いずれも人工知能による自我を持ち、様々な場所に忍んで平時は待機している。オトモ忍の上に立つニンニンジャーが忍者一番刀を突き立てることでコントロールする。
忍びの40では、シノビマル→ロデオマル→ドラゴマル→ダンプマル→ワンマル→ビュンマルの連続攻撃オトモ忍イケイケアタックを使い、妖怪ビンボウガミを倒した。
シノビマル
アカニンジャーが操る忍者型オトモ忍。ビルの中からどんでん返しで出現する。人間臭い動作も目立ち、忍びの11では妖怪エンラエンラの影響とはいえ、いじける素振りも見せた。
得意忍法は古来の一般的な忍術の秘伝忍法。畳返し、壁走り、隠れ身の術、建物に姿を隠す、ドロンと敵の背後から現れるといった、多彩な忍術や最新のアクロバット技を使用。
忍びの26ではバイソンキングドラゴのバイソンドラゴソードを借りて空駆け破天荒切りを披露した。
シュリケンジンの胴体の台座に座り操縦するが、必要に応じて分離することも可能。シュリケンジンドラゴでは左腕、それ以外（シュリケンジンを除く）では右腕を構成する。
ドラゴマル
アオニンジャーが操る西洋ドラゴン型オトモ忍。召喚時は翼を大凧に変形させており。風にのって上昇する。
得意忍法は魔術と忍術を融合させた魔法忍法。飛行能力も有する。口からは炎ドラゴファイヤーや氷のブレスを放ち、相手の周囲を飛んで竜巻を起こすドラゴトルネード、高速飛行からの体当たりドラゴアタック、爪攻撃も行う。
胴体はシュリケンジンの左腕、尻尾は武器の忍法剣ドラゴソード、翼は忍法盾ドラゴシールドを構成する。シュリケンジンドラゴでは胴体の台座に座り操縦する。
ダンプマル
キニンジャーが操るダンプトラック型オトモ忍。道路が「畳返し」の如く反転して出現する。
得意忍法は現場作業テクニックを駆使した建築忍法。荷台のアームからダンプマキビシを発射し、後部マニピュレータでパンチ攻撃を行う。また、荷台に積んだ岩などをマニピュレータで投擲することも可能。畳返しで相手の攻撃を防ぐダンプ畳返しという技もある。
シュリケンジン・シュリケンジンドラゴの胴体と右腕を構成する。別の形態では右腕は背部に装着される。
ワンマル
シロニンジャーが操る忍犬型オトモ忍。普段はビュンマルの後部車両に乗っている。
得意忍法はビュンマルとのコンビネーション忍法。口には骨型のクナイを銜えている。お手やお座りも出来る。忍びの14では、吠えた時に高周波を放ち、妖怪ヤマビコの音声システムを破壊した。
シュリケンジンの左脛を構成する。
- 特撮監督の佛田洋は、ミニチュアの表現などやっていることは『忍者戦隊カクレンジャー』のゴッドロウガンと変わらないが、プログラミングで動きに変化をつけられる点が当時よりも進歩した点として挙げている。

ビュンマル
モモニンジャーが操る2両編成のリニアモーターカー型オトモ忍。リニアモーターカーの擬態を解いて真の姿を現す。
得意忍法はコンピュータを駆使しての理論派忍法。前方車両からビュンシュリケンを発射。空中を走行することも可能。
シュリケンジンの下半身を構成する。
パオンマル
忍びの4から登場。象型オトモ忍。好天が開発したオトモ忍第1号であり、以前は好天自身が用いていた。
土トンの術を応用した玉乗りや、長い鼻を使った捕縛・吸引が得意。
背部にキャノン砲を装備した人型にも変形でき、シュリケンジンパオーンでは胴体の台座に座り操縦する。
UFOマル
忍びの5から登場。UFO型オトモ忍。好天が宇宙人とのコンタクトの結果、入手した最初のオトモ忍であり、このUFOマルに使われたオーバーテクノロジーを活用して、ニンニンジャー初期メンバーのオトモ忍が製作された。
特殊金属でコーティングされているため、電磁波などによる妨害を一切受け付けず、予測不能な動きで相手を翻弄する攻撃が得意。
言語を越えたコミュニケーションが可能な人型にも変形でき、シュリケンジンUFOでは胴体の台座に座り操縦する。
- 人型形態のデザインは、宇宙服を着た宇宙人がモチーフである。

ロデオマル
忍びの8から登場。スターニンジャーが操るウエスタン忍者型のオトモ忍。好天の自叙伝『I am the LAST NINJA』を手本に、キンジがバイソンキングバギーとともにインターネットで雑賀鉄之助に組み立てを発注（「魂入れ」込みのパック）して自作した。
得意忍法はウエスタン忍法。シノビマルと同等の身軽さと身体能力を持ち、ダンスステップやボクシングアクションを駆使する。投げ縄を使用する。
- デザインは、プロテクター付きのオフロードウェアがモチーフである。

バイソンキングバギー
忍びの8から登場。スターニンジャーが操るバイソンと4輪バギー型の巨大カラクリマシン。スターニンジャーの召喚に応じ、4輪のタイヤのみが登場し、その上にロデオマルがうつ伏せに被さることで本体が登場する。正面のバイソン頭部状の中にはコクピットがあり、スターニンジャーは手綱状のコンソールで操縦する。
どんな荒れ地でも高速で走り、正面の角から忍力をビームにして発射する。
- ミニチュアは60-70センチメートル台のラジコンが用いられた。搭乗しているロデオマルは胴体の下についた支持棒が動くことにより体重移動しているように見せている。

サーファーマル
忍びの17から登場。潜水艦型オトモ忍。弟子入りの期限が過ぎてアメリカへ帰らざるを得なくなったキンジに対して、好天が餞別代りに与えた。魚雷が武器。
サーファーマルボードに乗る人型にも変形でき、シュリケンジンサーファーでは胴体の台座に座り操縦する。
ライオンハオージョウ
忍びの19から登場。和風の城とライオンの姿をしたオトモ忍。武器は中央部のキャノン砲と後部のバズーカ砲。好天が鉄之助とともに制作。獅子王の自我が宿っているため、他のオトモ忍と異なり、会話ができる。飛行能力があることから、天空のオトモ忍とも呼ばれる。
忍びの31・32におけるカラクリキュウビとの戦闘で大ダメージを負い、鉄之助による修復のために戦線離脱を余儀なくされたが、忍びの34にて復帰した。
- 内部のデザインは城下町をイメージしており、道路やサッカー場などのディテールが存在している。
- ミニチュアは、玩具と同様の変形が可能なものが1台のみ造られ、変形・合体シーンにも用いられているほか、変形させて覇王シュリケンジンのミニチュアとしても用いられている。動力やパーツ固定用のフレームが組み込まれているため重量は約80キログラムあり、飛行シーンではこれをピアノ線で吊り上げて撮影している。

オトモ忍シュリケン激熱で召喚するオトモ忍
忍びの32から登場。ゲキアツダイオーを構成する6体。二十二代目雑賀鉄之助の指導の下天晴たちが自ら作成しており、作成当初はうまく魂を入れられず起動しなかったが、憑依合体の術により各オトモ忍にニンニンジャーがそれぞれ融合することで起動した。
ホウオウマル
アカニンジャーが操る鳳凰の姿をしたオトモ忍。得意忍法はグライダー忍法。翼の忍法キャノン砲から火炎弾を放つ。
ゲキアツダイオーの後頭部となる。
セイリュウマル
アオニンジャーが操る青龍の姿をしたオトモ忍。得意忍法は激熱にタイヤをバーンアウトさせるバイク忍法。
ゲキアツダイオーの右腕となる。
ゲンブマル
キニンジャーが操る玄武の姿をしたオトモ忍。得意忍法は激熱に味方の盾となるタンク忍法。
ゲキアツダイオーの体となる。
ビャッコマル
シロニンジャーが操る白虎の姿をしたオトモ忍。得意忍法は激熱なパワーを4輪に伝達して悪路を走破するタイヤ忍法。
ゲキアツダイオーの右脚となる。
パンダマル
モモニンジャーが操るパンダの姿をしたオトモ忍。得意忍法は手裏剣型のローターと尻尾型のテイルローターを駆使するヘリコプター忍法。
ゲキアツダイオーの左脚となる。
マゴイマル
スターニンジャーが操る真鯉の姿をしたオトモ忍。得意忍法は手裏剣型のステルスシールドを用いてレーダーを無効化し、激熱に神出鬼没となるサブマリン忍法。
ゲキアツダイオーの左腕となる。
スペック
| 名称                   | 全高           | 全幅                     | 全長                  | 重量            | スピード          | 出力                 |
| ---------------------- | -------------- | ------------------------ | --------------------- | --------------- | ----------------- | -------------------- |
| シノビマル             | 21.6 m[58][69] | 9.7 m[58][69]            | 8.1 m（胸厚）[58][69] | 200 t[58][69]   | 500 km/h[58][69]  | 300万馬力[58][69]    |
| ドラゴマル             | 23.7 m[58][69] | 26.8 m（翼の幅）[58][69] | 37.3 m[58][69]        | 300 t[58][69]   | 600 km/h[58][69]  | 450万馬力[58][69]    |
| ダンプマル             | 16.7 m[58][69] | 18.3 m[58][69]           | 22.6 m[58][69]        | 400 t[58][69]   | 300 km/h[58][69]  | 600万馬力[58][69]    |
| ワンマル               | 12.4 m[58][69] | 3.6 m[58][69]            | 18.6 m[58][69]        | 100 t[58][69]   | 400 km/h[58][69]  | 150万馬力[58][69]    |
| ビュンマル             | 8.8 m[58][69]  | 7.8 m[58][69]            | 76.0 m[58][69]        | 500 t[58][69]   | 700 km/h[58][69]  | 750万馬力[58][69]    |
| パオンマル             | 20.2 m[71][69] | 15.7 m[71][69]           | 23.0 m[71][69]        | 400 t[71][69]   | 330 km/h[71][69]  | 600万馬力[71][69]    |
| パオンマル（人型）     | 23.3 m[71][69] | 15.7 m[71][69]           | 8.2 m（胸厚）[71][69] | 300 t[71][69]   | 350 km/h[71][69]  | 450万馬力[71][69]    |
| UFOマル                | 13.4 m[71][69] | 18.8 m[71][69]           | 19.3 m[71][69]        | 400 t[71][69]   | マッハ1[71][69]   | 600万馬力[71][69]    |
| UFOマル（人型）        | 22.3 m[71][69] | 13.8 m[71][69]           | 7.6 m（胸厚）[71][69] | 300 t[71][69]   | 600 km/h[71][69]  | 450万馬力[71][69]    |
| ロデオマル             | 21.2 m[58][69] | 9.0 m[58][69]            | 4.5 m（胸厚）[58][69] | 200 t[58][69]   | 500 km/h[58][69]  | 300万馬力[58][69]    |
| バイソンキングバギー   | 23.3 m[71][69] | 39.7 m[71][69]           | 48.3 m[71][69]        | 1,400 t[71][69] | 550 km/h[71][69]  | 2,100万馬力[71][69]  |
| サーファーマル         | 17.4 m[71][69] | 14.9 m[71][69]           | 38.1 m[71][69]        | 550 t[71][69]   | 200 kt[71][69]    | 800万馬力[71][69]    |
| サーファーマル（人型） | 21.2 m[71][69] | 9.8 m[71][69]            | 6.3 m（胸厚）[71][69] | 200 t[71][69]   | 480 kt[71][69]    | 300万馬力[71][69]    |
| ライオンハオージョウ   | 48.4 m[71][69] | 64.9 m[71][69]           | 76.8 m[71][69]        | 8,800 t[71][69] | 800 km/h[71][69]  | 12,200万馬力[71][69] |
| ホウオウマル           | 8.2 m[75][69]  | 36.4 m[75][69]           | 21.6 m[75][69]        | 150 t[75][69]   | マッハ1.2[75][69] | 200万馬力[75][69]    |
| セイリュウマル         | 10.3 m[75][69] | 7.7 m[75][69]            | 30.6 m[75][69]        | 200 t[75][69]   | 600 km/h[75][69]  | 300万馬力[75][69]    |
| ゲンブマル             | 16.8 m[75][69] | 20.4 m[75][69]           | 26.6 m[75][69]        | 500 t[75][69]   | 400 km/h[75][69]  | 750万馬力[75][69]    |
| ビャッコマル           | 8.6 m[75][69]  | 10.5 m[75][69]           | 25.6 m[75][69]        | 200 t[75][69]   | 450 km/h[75][69]  | 300万馬力[75][69]    |
| パンダマル             | 8.8 m[75][69]  | 11.1 m[75][69]           | 24.9 m[75][69]        | 200 t[75][69]   | 500 km/h[75][69]  | 300万馬力[75][69]    |
| マゴイマル             | 10.3 m[75][69] | 7.6 m[75][69]            | 24.0 m[75][69]        | 150 t[75][69]   | 220 km/h[75][69]  | 200万馬力[75][69]    |

### カラクリ巨大合体ロボ

#### シュリケンジン
忍びの1から登場。5体のオトモ忍（シノビ・ドラゴ・ダンプ・ワン・ビュンマル）がシュリケン合体したカラクリ巨大合体ロボ。「ソイヤソイヤ!ワッショイニンジャ!」の音声と共に合体していき、最後にアカニンジャーのオトモ忍シュリケンを装着後「シュリケンジン!」の音声で完了する。「シュリケンジン」という名前は初めて合体した時に、天晴が即興で名付けた。
コクピットは御輿を模したユニットオミコシートとなっており、5人のうち誰か1人がそれに乗り、他の4人が忍者一番刀を装填してそれを担ぐ操縦方法が採られている。忍びの42では獅子王は徳利を刺して、操縦している。
武器はドラゴマルの尻尾を分離したドラゴソードと、背中の翼を合わせたドラゴシールド。時に胸からシノビマルが飛び出して戦うなどアクロバティックな戦闘スタイルである。必殺技は5枚の手裏剣を模したエネルギーと共に炎を纏ったドラゴソードで敵を斬るシュリケンジン・アッパレ斬り。発動の際、シノビマルもドラゴソードのような剣を振るう。
巨大化した妖怪を倒した後の決め台詞は「忍ばず、ワッショイ!」。
- 撮影用スーツでは、シノビマルの手足はラジコン操作で動くようになっている[出典 26]。シノビマルの頭部も左右に動かせるようになっていたが、撮影では見栄えが悪く固定された[70]。神輿をモチーフとしたコックピットはプロデューサーの武部直美のアイデアによる[72]。
- 忍びの1では、シュリケンジン・アッパレ斬りの爆発に色がつけられている[73]。これは操演助手の案によるものであったが、余り効果的ではなかったため、この回限りとなった[73]。
- 忍びの1の脚本打ち合わせでは、シュリケンジンを登場させずオトモ忍のみで敵を倒すことも検討されていたが、シノビマルが止めをさすのでは等身大のアクションと見栄えが変わらなくなるためシュリケンジンが登場することとなった[70]。佛田は、シュリケンジンがあってこそシノビマルのトリッキーな演出が生きてくると述べている[70]。

シュリケンジンドラゴ
忍びの2から登場。魔法を学んだ八雲の発想から生まれたシュリケンジンのドラゴン形態。「ドラゴ!ドラゴ!ワッショイ!」の音声と共に合体していき、「シュリケンジンドラゴ!」の音声で合体が完了する。シノビマルとドラゴマルの位置が入れ替わり、アオニンジャーのオトモ忍シュリケンが合体している。また、ドラゴマルの翼と尻尾が装備されたことで飛行能力を得ている。
ドラゴマルがメインであるため御輿にもアオが座り、魔法忍法トルネードや尻尾での攻撃を得意とする。
必殺技は口部から青いビームを放つシュリケンジン・ドラゴバースト。

シュリケンジンパオーン
忍びの4から登場。シュリケンジンと人型のパオンマルがシュリケンパオーン合体した形態。「パオン!パオーン!ワッショイ!」の音声と共に合体していき、「シュリケンジンパオーン!」の音声で合体が完了する。右腕部分のダンプマルが分離し、代わりにシノビマルが右腕となり、パオンマルのオトモ忍シュリケンが合体している。武器は2本の斧パオンマルアックス。
鼻から噴射されるパオンジェットで相手を撹乱し、パオンマルの特性であるダイナミックかつパワフルな戦法を活かして戦う。
必殺技は2本のパオンアックスを投げつけるシュリケンジン・パオーンブーメラン。
忍びの15ではシノビマルが分離していたため、右腕がダンプマルの状態で合体した。
- 撮影用スーツでは、パオンマルの腕は助監督が後から棒で動かしている。

シュリケンジンUFO
忍びの5から登場。シュリケンジンと人型のUFOマルがシュリケンUFO合体した形態。「UFO!ワッショイ!」の音声と共に合体していき、「シュリケンジンUFO」の音声で合体が完了する。シュリケンジンパオーン同様に右腕部分のダンプマルが分離し、代わりにシノビマルが右腕となり、UFOマルのオトモ忍シュリケンが合体している。武器は円盤型巨大銃UFOマルランチャー。
忍法で重力をコントロールし、UFOマルの特性である未確認飛行戦闘を活かして戦う。
必殺技はUFOマルランチャーから3本の手裏剣型エネルギーを発射し、「忍」の文字を描くように斬り裂くシュリケンジン・UFOビッグバン。
忍びの15ではシノビマルが分離していたため、シュリケンジンパオーン同様右腕がダンプマルの状態で合体した。
- 撮影用スーツでは、UFOマルの腕は助監督が後から棒で動かしている。

シュリケンジンサーファー
忍びの17から登場。シュリケンジンと人型のサーファーマルがシュリケンサーファー合体した形態。「サーフィン!ワッショイ!」の音声と共に合体していき、「シュリケンジンサーファー」の音声で合体が完了する。その際、スターニンジャーも乗り込むことがある。右腕部分のダンプマルが分離してシノビマルが右腕となり、サーファーマルのオトモ忍シュリケンが合体しサーファーマルボードに乗っている。
必殺技は波に乗りながらドラゴソードで敵を斬りつけるシュリケンジン・サーファー波乗り斬り。
テレビシリーズ以外の作品に登場する形態
シュリケンジントライドロン
映画『スーパーヒーロー大戦GP 仮面ライダー3号』に登場。
シュリケンジンダイノ
映画『手裏剣戦隊ニンニンジャー THE MOVIE 恐竜殿さまアッパレ忍法帖!』に登場。

#### バイソンキング
忍びの9から登場。バイソンキングバギーがバイソンチェンジしたスターニンジャーが操縦するカラクリ巨大変形ロボ。「イーハー!バイソン」の音声で変形していき、ロデオマルが頭部に搭乗、最後にスターニンジャーのオトモ忍シュリケンを装着後「バイソンキング!」の音声で変形が完了する。バイソンキングバギーのコクピット部がそのままコクピットとなる。武器はバギーのマフラーが分離したバイソンライフル。荒々しい戦闘を得意とする。
必殺技はバイソンライフルを連射するバイソン・荒くれバスター。
巨大化した妖怪を倒した後の決めゼリフは、「忍びなれどもパーリナイ!」。
バイソンキングドラゴ
忍びの24に登場。バイソンキングとドラゴマルが合体した形態。バイソンキングの左腕がキングシュリケンジンの左腕に変化、そして分離したバイソンキングの左腕がキングシュリケンジンの左拳と同型に変形して装着される。合体完了後はバイソンキングのコクピットに、アオニンジャーが一緒に入る。
武器はキングシュリケンジンと同じくバイソンドラゴソード。
キングシュリケンジン
忍びの12から登場。シュリケンジンとバイソンキングがキングシュリケン合体したカラクリ巨大合体ロボ。「ワッショイ!イーハー!アッパレ!ニンジャー!」の音声で合体していき、「キングシュリケンジン!」の音声で合体が完了する。合体完了後はシュリケンジンのコクピットに、バイソンキングのコンソールがスターニンジャーごと入る。武器はドラゴソード、ドラゴシールド、バイソンライフルを合体させた剣バイソンドラゴソード。荒ぶる格闘技と多彩な忍術を融合させて戦う。
必殺技はバイソンドラゴソードで十文字に斬りつけ、斬撃と共にバイソンキングバギーとドラゴマルの幻影が突進するキング破天荒斬り。

#### ライオンハオー
忍びの20から登場。ライオンハオージョウが、ライオン変化したカラクリ巨大変形ロボ。獅子王の本来の姿でもある。「ライオンハオー!ライオンハオー!」の音声で変形していき、「ライオンハオー!」の音声で変形が完了する。アカニンジャー超絶が胴体部にあるライオンの口の中に移動して直接操縦する。
両手に大シュリケンを持ち、2つを合体させて投げつける大シュリケンクラッシュを得意技とする。
必殺技はライオンハオージョウ形態になり高速で敵に突進し、背中に乗ったアカニンジャー超絶が忍者一番勝負刀で敵を斬り裂くライオン超絶斬り。
- 背中のモールドは城下町や城壁をイメージしている[81]。
- 当初からシュリケンジンを搭乗させる予定であったため、シュリケンジンはヒザの関節が曲がるようになっている[82]。

覇王シュリケンジン
忍びの22から登場。シュリケンジンとバイソンキング、ライオンハオーが覇王シュリケン合体したカラクリ超巨大合体ロボ。ライオンハオーの上半身の前後が180度反転し、バイソンキングの上半身が背面に合体、下半身は左右に分割され大砲となって両手に装着、そして正面の空洞部にシュリケンジンが座るように合体する。合体完了後はシュリケンジンのコクピットに、キングシュリケンジン同様スターニンジャーやバイソンキングの操縦席および超絶になったメンバーが入る。
武器は両手に備えたダブルハオーヅツ。脚部のクローラーで走行する。
必殺技は両手のダブルハオーヅツに忍タリティを集束、全身から発射させる覇王アッパレバスター。この際、超絶となったメンバーが外に出る。
- 撮影用の造形物は、人が中に入るスーツは造られず、変形させたライオンハオージョウのミニチュアに別造形のシュリケンジンを組み合わせた大型のミニチュアを用いている。シュリケンジン部分の手足はワイヤーで操作する。走行シーンは後から棒で押している。

覇王トッキュウダイオー
映画『手裏剣戦隊ニンニンジャーVSトッキュウジャー THE MOVIE 忍者・イン・ワンダーランド』に登場。

#### ゲキアツダイオー
忍びの32から登場。ホウオウ・セイリュウ・ゲンブ・ビャッコ・パンダ・マゴイマルの6体がゲキアツシュリケン合体したカラクリ巨大合体ロボ。「ゲ・キ・アツ!アチャー!」の音声と共に合体していき、最後にオトモ忍シュリケン激熱を装着後「ゲ・キ・ア・ツ・ダイオー!」の音声で完了する。合体完了後は炎が燃え盛る異空間忍法コクピット空間に6人が外側を向いて円形に並んだ状態になり操縦する。
カンフーアクションを取り入れた軽快な動きで敵を圧倒し、火炎を放つゲキアツファイヤーや、頭部や胸、両腕の手裏剣マークから光弾を発射するゲキアツショットを繰り出す。そのほか、セイリュウマルを放つセイリュウ拳、水鏡の盾を作るセイリュウ鏡花水月、パオンマルのオトモ忍シュリケンを使用して炎の翼を発生させる蜿蜿長蛇の術「ぱおぱおじゃー」、ジライヤ忍シュリケンで緑色の炎を吹き出すジライヤの術「せかいにんじゃー」などの上級忍法がある。
必殺技は胸部から6人が打ち出されて敵を直接攻撃するゲキアツ大フィーバー。忍びの45では、ジャンプして放つフライングゲキアツ大フィーバーを使用する。
- デザインは、武器などに共通ディテールとして取り入れられていた炎の意匠がメインモチーフとなっている[48]。カンフーや四聖獣など中国関連のモチーフとなっているのは、洋画で忍者がカンフーを使うなど中国文化と混同した描写が観られることに由来する[48]。

覇王ゲキアツダイオー
忍びの36から登場。ゲキアツダイオーとバイソンキングおよびライオンハオーが覇王ゲキアツ合体したカラクリ巨大合体ロボ。覇王シュリケンジン同様ライオンハオーの上半身の前後が180度反転し、バイソンキングの上半身が背面に合体、下半身は左右に分割され大砲となって両手に装着、そして正面の空洞部に、一旦ホウオウマルとオトモ忍シュリケンを分離したゲキアツダイオーが座るように合体、最後はホウオウマルが頭頂、オトモ忍シュリケンがゲキアツダイオーの胸部にそれぞれ再合体して完成する。巨大化した上級妖怪とマッチレースを展開する場面が見られるなど、機動力は覇王シュリケンジンを上回り、スピーディーな忍術戦闘を得意とする。
また、シュリケンジンと交代することも可能である。ダブルハオーヅツをミサイルのように放つ覇王ゲキアツボンバーを用いる。
必殺技は、胸部からゲキアツダイオーを構成するオトモ忍6体のオーラを敵にぶつける覇王ゲキアツ大一番。覇王アッパレバスター同様、超絶となったメンバーが外に出る。

#### スペック
| 名称                     | 全高   | 全幅             | 胸厚   | 全長     | 重量       | スピード     | 出力        |
| ------------------------ | ------ | ---------------- | ------ | -------- | ---------- | ------------ | ----------- |
| シュリケンジン           | 48.0 m | 30.5 m           | 12.0 m |          | 1,600 t    | 550 km/h     | 2,400万馬力 |
| シュリケンジンドラゴ     | 41.0 m | 35.7 m（翼の幅） | 12.6 m | 56.0 m   | 1,600 t    | 650 km/h     | 2,400万馬力 |
| シュリケンジンパオーン   | 48.0 m | 30.0 m           | 25.0 m |          | 1,900 t    | 450 km/h     | 2,850万馬力 |
| シュリケンジンUFO        | 48.0 m | 30.0 m           | 22.4 m | 700 km/h | 1,900 t    |              | 2,850万馬力 |
| シュリケンジンサーファー | 51.6 m | 30.0 m           | 23.1 m | 2,050 t  | 300 kt     | 3,050万馬力  |             |
| バイソンキング           | 47.3 m | 39.7 m           | 41.0 m | 1,600 t  | 5,500 km/h | 2,400万馬力  |             |
| キングシュリケンジン     | 73.5 m | 36.5 m           | 31.5 m | 3,200 t  | 700 km/h   | 4,800万馬力  |             |
| ライオンハオー           | 66.3 m | 62.0 m           | 32.3 m | 8,800 t  | 750 km/h   | 12,200万馬力 |             |
| 覇王シュリケンジン       | 72.5 m | 62.0 m           | 31.4 m | 12,000 t | 850 km/h   | 17,000万馬力 |             |
| ゲキアツダイオー         | 56.0 m | 27.8 m           | 19.3 m | 1,500 t  | 600 km/h   | 2,200万馬力  |             |
| 覇王ゲキアツダイオー     | 80.5 m | 62.0 m           | 39.1 m | 11,900 t | 880 km/h   | 16,800万馬力 |             |

## 牙鬼軍団
読みは「きばおにぐんだん」。戦国時代に滅ぼされ、妖怪となるもラストニンジャによって封印された武将・牙鬼幻月が率いる妖怪軍団。幻月を完全復活させるため、人間の持つ「恐れの心」を集めるべく破壊と暴虐の限りを尽くす。幹部は十六夜九衛門を除いて、部分的に欠けた面から復活し妖怪化した幻月の家臣である。
幹部の名前は、太陽や晴天に由来する天晴や好天との対比で、月の呼び名に由来している。なお、俳優による素面タイプの幹部は存在しない。
- 幹部格のデザインは、和装をモチーフに身体の一部が『妖』的なものに置き換わっている構成となっている[84]縦や横に帯状に区分けるディテールが取り入れられており、人間的な部分と怪物的な部分を混在させている[85][86]。人間的な部分は和柄や鎧兜、着物などの和装の要素や実在する能面を用いた顔など、既視感のある表現を施すことでより明確に怪物的な部分を強調させている[86]。

牙鬼 幻月（）
恐怖の力で天下統一を図るも伊賀崎家の先祖たちに滅ぼされた「戦国時代最強最悪の武将」であり、牙鬼軍団の頭領にして牙鬼城の城主。一人称は「儂」。雷蔵・正影・有明の方からは「お館様」、萬月からは「親父」と呼ばれている。九衛門は終盤までは呼び捨て、もしくは「幻月様」、「お館様」と呼んでいたが、正体を明らかにしてからは「父上」と呼ぶようになる。好きなものは民の恐れ、好きな場所は牙鬼城。
伊賀崎一族との戦いに敗れ、絶命する寸前に「444年後、もう一度、天下を恐怖で統一せん」と予言を残し、その予言通り鬼面を依代にした妖怪となって復活するも、先々代である伊賀崎好天に再び倒され、その力は48枚の封印の手裏剣に封じられた。そして現代になり、九衛門が伊賀崎家から盗み出した小槌の力で封印を解かれる。しかしその時点では完全復活には至っておらず、そのために必要な人々の「恐れ」の力を求め、自らの邪気を宿した封印の手裏剣を各地に飛び散らせた。
物語の進展と共に配下たちと会話が交わせるようになっており、忍びの19より己の力でさらに強力な妖怪（上級妖怪）を直接生み出したりもしている。
忍びの43で、有明の方が萬月を失ったショックによって生み出した膨大な量の「恐れ」の力によって完全復活を果たしている。復活後は蛾眉の遺品から彼を復活させ、居城である牙鬼城を地下から地上へ召喚するといった能力を発揮している。
部下たちから慕われるほどのカリスマ性を持つが、性格は冷酷残忍で終盤では正妻である有明の方、そして嫡男である久右衛門をも自らに取り込むなど、手段のためならたとえ部下や家族をも切り捨てる非情さを見せている。
巨大な薙刀含牙戴角（）を武器とし、必殺技は無数の手のような衝撃波を一斉に発射する牙凌道・阿修羅（）と無数の牙のような光弾を放つ牙凌道・百鬼幻（）。このほか、手のひらから紫状の小型の光弾と蛇の頭部のような光線、武器からは稲妻を放つことができる。また好天と互角に戦い、好天の術を打ち消すなど、非常に高い戦闘力と耐久性を持つ。
最終決戦で久右衛門を吸収し完全復活を果たし、自ら巨大化してゲキアツダイオーと戦い追い詰めるが、ニンニンジャーに呼応した久右衛門が分離しひるんだ隙にゲキアツ大フィーバーを食らい、「たとえ倒されても、古き世界を滅ぼすため蘇る！」と言い残して爆散、消滅した。
『仮面ライダー×スーパー戦隊 超スーパーヒーロー大戦』では、ゼットや黒十字王とともにショッカーの怪人として登場。
- 下山は幻月を「象徴」と位置づけており、毎回ナレーションで幻月を倒すことを言い続けることで、九衛門が真に倒すべき相手であることを隠していた。
- デザインを担当した篠原保は、デザイン時点で幻月がどういった登場の仕方をするのか明確になっていなかったため、大柄な戦国武将そのもののシルエットにしており、骸が鎮座しているという想定で鎧の置物をイメージしていた。市松模様風のディテールは、2人の忍者に同時に九字を切られた痕跡と想定している。篠原はキャラクターを最終的に捉えきれず、消化不良であったと述べている。
- スーツアクターを務めた日下秀昭は、鎧のパーツが干渉しあうためほとんど動くことができず、こじんまりとしたアクションになったと述懐している。

十六夜九衛門（）
狐の面を被った牙鬼軍団の小姓。一人称は「僕」、目上には「私」。ニンニンジャーに対しては「君」と呼びかける。長らく素性は謎に包まれており、蛾眉が復活した際には彼から「知らん奴だな」と言われ、晦からは警戒されていた。好きなものは終わりの手裏剣、好きな場所は森の隠れ場所。
伊賀崎忍術道場から盗んだ小槌と、「恐れ」の力の水を集め蓄える瓢箪を手持ちとしている。好天の師事を受けたことからか手裏剣を操る術も心得ており、封印の手裏剣に邪の力を込め変化させた妖シュリケンを用いた妖術と十六夜流忍法を得意とする。戦闘力も雷蔵ほどではないがスターを上回るほど高い。
人間の「恐れ」を集め幻月を復活させることと、終わりの手裏剣を手に入れることを目的としており、手段を選ばない冷酷さを持つ。一方で想定外の事態に弱い一面も持ち、思い通りにことが運ばないと激昂する場面も見られた。
小姓ゆえ立場としては幹部らより下に当たるが、封印された幻月や幹部を一存で復活させたり、誕生した妖怪に指示を出しサポートしたりと事実上の行動隊長として活動する。
かつては普通の青年として好天の弟子であったが、妖怪の力に惹かれて牙鬼に与したとされていた。同様に終わりの手裏剣を狙っているキンジに、自分の弟子になるように誘うも拒まれるが、その後も「孤独を知っている」と評してたびたび接近し、忍びの36では、体の妖怪化が進み精神世界を彷徨うキンジの前に幻影として現れ、複数の妖怪と共に彼と同じ顔を見せることで彼を精神的に追い詰めようとしたが、これも失敗に終わっている。
晦からは当初「八衛門」「十衛門」「九兵衛」などと、わざと名前を呼び間違えられており、そのたびに「九衛門でございまする!」と訂正している。また、有明の方には自身の自己紹介をしていなかったため単に「狐」と呼ばれては、先述のように訂正している。
忍びの28にて、旋風から奪った忍タリティを源に、十六夜流忍者軍団を招集。忍者軍団から得たデータを元に生み出した巨大メカ・カラクリキュウビを操り、一度はオトモ忍たちを戦闘不能へ追い込んだが、新たなオトモ忍ゲキアツダイオーに敗れ、以後はボロ布で身を隠して左目に傷を負い、正影や有明の方たちとは別行動をとるようになる。
その正体は幻月が密かに側室に産ませた嫡男であり、忍びの44で幻月の妖力によって現代の時空に送られたことや、本名が牙鬼 久右衛門 新月（）であることが明かされた。忍びの45では、かつて伊賀崎流の忍として好天の元でシュリケン忍法をマスターしたことを生かす形で天晴たちのシュリケン忍法を封じるも、「自分たちのやり方で『ラストニンジャの掟』を越え、好天とは違う道を進む」という覚悟を決めた天晴たちの新しいシュリケン忍法により劣勢に立たされ、さらには旋風から奪った忍タリティを、旋風本人に奪い返される。
『帰ってきた手裏剣戦隊ニンニンジャー ニンニンガールズVSボーイズ FINAL WARS』では、心残りのあった九衛門が九重ルナに憑依してミドニンジャーとなる。ニンニンジャーと共闘した後、天晴に小槌を返却し成仏する。
- 当初は夏休み明けの展開で中年男性の正体を現す予定であったが、担当声優の潘めぐみの演技がはまっていたため、予定通りにやるとかえって視聴者から違和感を持たれるという懸念から狐面の姿のままとなった。また、彼自身のキャラクターも当初は「（好天の）抜け忍」としか決まっていなかったが、その形成には担当スーツアクターの蜂須賀祐一と潘の演技の影響が大きかったと、東映チーフプロデューサーの武部直美は語っている。1クール目の脚本が完成した段階ではキンジの兄を正体とする案も存在したが、物語がキンジ中心に偏ることを懸念した武部の意向で却下された。演じる潘と蜂須賀は、当初は性別不明の小姓という指示で演じていた。
- 幹部とは似た構成にしているが、微妙に違和感があるというところを狙っている。デザインコンセプトは「狐の戯を借る虎」で、本性の虎を狐の面で隠している。幹部は次元や空間が入れ替わったように人間的な部分と怪物的な部分が混在しているが、九衛門のみ体の前後で色を塗り替えたり仮面を物理的に留めているイレギュラーな造りとなっている。当初、篠原は陰陽のあるキャラクターのイメージを左右に分割したデザインで表現することも検討しており、後にこのコンセプトは劇場版の弓張重三に用いられた。中盤で正体を現してまったく異質な姿の忍者になるという案も存在してメカのような要素も体に入れていたが、篠原は話の進行とともにキャラクターが確立していったため別な姿は考えられなくなったと述べている。
- 企画段階ではスーツアクターとして蜂須賀のほかに清家利一も候補に挙がっており、造形段階でどちらが演じるか決定していなかったためスーツはどちらでも着用できるように作られており、清家よりも小柄な蜂須賀には大きく動きにくいものであった。また脛当てがある造形のため足首が動かせず、走り方が可愛らしくなってしまったという。

究極九衛門（）
忍びの46で、幻月と一騎討ちを繰り広げていた好天に背後から奇襲を仕掛けて殺害し、好天の忍タリティと、彼の体内に隠されていた終わりの手裏剣を奪い、幻月が所持していた5枚の封印の手裏剣を取り込んで進化を遂げた最強形態。必殺技は牙凌道究極奥義・狐月乱舞（）。
幻月討伐に向かう天晴の前に立ちはだかり、終わりの手裏剣から変化した終極忍シュリケンの力でこれまでニンニンジャーに倒された妖怪たちを復活させ、さらに天晴たちの変身を強制的に解除させた。しかし忍びの最終章で、不屈の闘志で忍タリティを湧き上がらせ再変身したニンニンジャーの前に敗北して元に戻る。さらに久右衛門自身も自覚していなかった好天への憧れと、家族愛に飢えていた心の奥底を見抜かれて激しく動揺する。その直後、用済みとされて幻月に妖力として取り込まれてしまうが、ニンニンジャーの「俺たちは忍者だ」というセリフに呼応して幻月から分離する。幻月の最期を見届けて終極忍シュリケンを手にしながら自らの敗北を認めた後、好天の幻影に「お師匠」と呼びかけながら静かに消滅した。
- デザインは本性の虎が借りていた狐の面に食われ、体を白い尻尾のような鬼火が折り重なったもので覆っており、宙に鬼火の部分のみが浮いている印象にするため、極力手足の印象をなくしている。カラクリキュウビと被らないように、九衛門のベースを生かしつつ伸びた尻尾の要素を織り混ぜている。また、九尾の狐を全体的なイメージとしているが、篠原は尾が9本あったら戻ってこられないとの想定から、尾のディテールを尻尾を8本にすることで不完全なものにしている。両肩の虎の顔は、幻月の肩の仁王像を倣っているが、幻月と並び立った時に似ないよう、上方向に鬼火の先端となる尻尾を広げてシルエットに変化をつけている。
- スーツは久右衛門とは別造形で、蜂須賀にフィットしたものであったが背面の造形物が重く、常に後ろから引っ張られるような感覚であったという。

十六夜九衛門の忍術・妖術
妖術 雷招来の術
雷撃を放つ術。
十六夜流忍法 狐火
灼熱の狐火を放つ術。
十六夜流忍法 日輪封じの術
相手の忍法を封じる術。
十六夜流忍法奥義 十字砲火の術
十字のエネルギーを放つ術。
十六夜流忍法奥義 超絶十字砲火の術
十字のエネルギーを無数に放つ術。
上級十六夜流忍法 風雷業火の術
九尾の狐型の業火を放つ術。

蛾眉 雷蔵（）
牙鬼軍団一番槍を務める幹部。一人称は「俺」。忍びの2にて、九衛門の瓢箪から真っ二つに割れた般若の面に「恐れ」の力を注がれて現世に復活する。好きなものは一騎討ち。好きな場所は戦場。
頭領である幻月を「お館様」と呼んで忠誠を誓い、強者との戦いや武功を上げることに生き甲斐を見出す武人。しかし同時に、幻月復活に必要な恐れの力の収集を「お前ら三下がやれ」と九衛門に丸投げするなど、「戦」以外の事柄に一切の興味を示さず、退屈な戦いであるならば仲間の妖怪さえも容赦なく斬り捨てる気性の荒い戦闘狂でもある。また、自身の振る舞いを「わがまま」と見なし、ひそかに妨害したり面と向かって制止したりする九衛門に対して苛立ちを募らせることもある。ただし、「終わりの手裏剣」には興味を示し、その奪取を目論む九衛門にジュッカラゲを与えている。
長刀と短刀の二刀流を得意とし、必殺技は長刀と短刀それぞれの刀身に青い雷を纏わせて十文字の斬撃を飛ばす牙凌道・雷幻斬り（）。さらに体中から衝撃波を放つことができ、奇怪な呪文を操って封印の手裏剣から自在に妖怪を生み出したり、先述のとおりヒトカラゲをジュッカラゲに強化することが可能。本気を出さずとも戦闘力は高く、初戦ではアオ・シロ・モモの3人を一撃で変身解除させ、その後の戦闘でもニンニンジャーを圧倒し続けた。
忍びの3での初対峙以来、天晴/アカニンジャーに対する闘いへの執着心を強め、忍びの6でニンニンジャー5人と交戦するも片方の角を切り落とされ重傷を負い行動ができなくなっていたが、忍びの11で再び行動を開始し遂に本気を出してアカに重傷を負わせる。忍びの12ではニンニンジャーとの決戦に臨み、一度はアカのいないニンニンジャー4人を圧倒して止めを刺そうとするも、アカの加勢によって阻まれる。アカとの一騎討ちを望み、互角以上の戦いを繰り広げるが、アカの新技・乱舞忍烈斬の前に完敗。膝をつき自らの意思でアカにとどめを刺すように乞うが、ニンニンジャーを倒す捨て駒として九衛門によって強制的に巨大化させられる。その影響により自我を失った暴走状態に陥るが、最期はアカの「ちゃんと成仏させてやりたい」という願いを込められたキングシュリケンジンの必殺技を受けて自我を取り戻し、感謝の意を表しながら絶命した。
忍びの44にて彼の遺品であった斬られた角に幻月が妖力を注いだことにより復活する。復活後も以前の記憶を有しており、体色は青から赤へ、性格も天晴たちと再び戦えることを喜ぶ一方、これまであまり見せなかった冷静沈着な面もみせており、かつて自分を捨て駒にした久右衛門に対して遺恨を引きずることなく「若殿」と呼び、忍びの45ではニンニンジャーに押され激昂する久右衛門をかつて自分が九衛門にやられたように諌めながら退却を促している。忍びの46でアオとの一騎討ちに敗れる。
- 当初は人間態を登場させる予定であり、松田賢二が配役されたのはそれを見込んでのことであった。
- 帯というコンセプトに従ってできるかを試すために、一番最初に描かれた。両腕と身体の真ん中が『妖』となっており、般若の最大の特徴である目と眉をなくすことで変化を出し、頭部と胴体で中央の怪物部分の帯の幅が異なっている。普通の兜ではなく、『白熊の兜』の陣羽織の襟やカツラなどの人間的なエリアにある毛素材の部分を造形的にアレンジしたもので、般若の面と馴染ませている。怪物部分のディテールは、甲殻類をイメージしている。刀は束部分のみがデザインされた。某SF大作映画の新作が公開される年であったため、こっそりと雷蔵に因んだ某有名キャラクターのモチーフを入れ込んでいる。
- スーツアクターを務めた岡元次郎は、一度倒されてから復活することを聞かされていたため、忍びの12ではわかりやすく倒されるイメージで演じたが、結果的にはこれが最大の見せ場となったため、もう少し芝居を工夫すべきであったと述懐している。

晦 正影（）
忍びの13から登場。戦死した雷蔵の後釜として、九衛門が目と鼻の部分のみの翁の面に「恐れ」の力を注いだことで復活した。幻月の家老にして軍師を務める老臣で、九衛門や部下の妖怪からは、「ご家老」と呼ばれている。老人的なしゃべりと性格が特徴で一人称は「儂」。笑い方は「ホーホッホッホッ」で「コラボレーション」を「こらぼれいしょん」、「プロジェクト」を「ぷろじぇくと」と言ったりとカタカナ呼びする言葉をひらがな呼びする癖がある。好きなものは粋、好きな場所はカラクリボディのコックピット。
錫杖を用い、蔦の操作・衝撃波・物体浮遊・幻影・紫の光弾・瞬間移動・ビルの迷路化・記憶の改竄・物体操作などの様々な妖術を得意としている。また雷蔵同様怪奇な呪文を操ることで妖怪や上級妖怪を生み出したり、小槌を使わずに巨大化することなどが可能。また、事前に結界を張ることで、ガマガマ銃に感知されることなく妖怪を誕生させることも可能。
軍師であるためあまり戦闘に出ることはないが、アオ・モモ・スターの3人をまとめて相手をしたり、アカの必殺技超絶シュリケン斬の直撃を受けてもほとんどダメージを受けないなど戦闘力・防御力は高い。必殺技は緑の煙状の骸骨を相手に放つ牙凌道・洒落頭（）。
幻月復活のために「恐れ」を集めることには協力的だが、「いかなる謀においても遊び心は必要」とうそぶいては、九衛門の思う通りに素直にことを運ぼうとしない老獪な古狸である。復活当初は人々を襲うよりもニンニンジャーにターゲットを絞った作戦がほとんどであった。九衛門の名前をわざと間違えてからかう一方で、九衛門がかつての牙鬼の小性ではないことにも気づいており、彼に対して疑念を込めた牽制する言動をたびたび見せる。特に九衛門が本来牙鬼家のお庭番である十六夜流忍者軍団を捨て駒にしてカラクリキュウビの戦力としてからは、不信感を顕にしている。しかし、終盤で彼の正体を知った際は驚愕して態度を翻し、それまでの無礼を詫びている。ニンニンジャーのことは「◯◯ニンニンジャー」と呼んでいる。
また部下の妖怪に厳しい一面もあり、妖怪フタクチオンナはその点を霞に利用されたことで形勢を逆転されている。
有明の方復活後は軍団の常識人的立場にあり、萬月誕生後は主君を彷彿とさせる荒くれ者ながらも精神面では未だ及ばぬ彼を堂々と諫めたり、有明の方の親馬鹿加減を真剣に嘆くなど、さらに強調されるようになった。
忍びの44では記憶改竄の術を駆使して凪・霞・キンジの記憶の中の天晴を自らに書き替え3人を操ることに成功するが、八雲・風花によってそのからくりを逆に利用されて自らのプライドをズタズタにされたことに耐えかねて術を解いてしまう。
実は正影と思われていた体はカラクリボディ（ロボット）であり、その実体はカラクリ頭部内に存在し、自らの究極術によって8cmほどの体に縮小化している。「超絶・手裏剣斬」などの直撃を受けてもダメージがなかったのはそのためであったが、アオの記憶を覗く魔法によってその正体が暴かれ、その後シロにカラクリヘンゲン・弓で頭部を射抜かれカラクリ本体がダメージを負った際に、実体が露呈したことで嫌々ながらも巨大化して対抗。巨大化後もニンニンジャーを翻弄するも覇王シュリケンジンの前に敗北。死に際に「例え儂がやられようとも、お館様の天下は揺ぎ無いことを、思い知るがいい！」と言い残して爆散した。
- 怪物部分のディテールは、昆虫や樹木の要素が入り混じっているが、具体的なモチーフはなく、緑色の禍々しいものとなっている。『妖』的な箇所を水平線の帯で区切ることで有明の方との対になっている。着物の部分は気持ち悪くしている。
- スーツアクターを務めた清家利一は、前作『トッキュウジャー』で演じたネロ男爵が同じ頭脳派なキャラクターであったことから、同じイメージで洋風から和風に切り替えたとしている。家老であることから、重々しい動きを意識し、話し方も少しゆっくりにしているほか、外に親指を出す手の握り方や少し重心を落として構えるなど、時代劇のような所作にしている。

有明の方（）
忍びの21から登場。幻月の奥方（正室）で、「乱世に咲き誇りし美魔女」などと自称する。幻月からは「奥」、九衛門や正影からは「奥方さま」と呼ばれている。萬月は基本的に「お袋」と呼ぶが機嫌が悪いと「ババア」と呼ぶ。
ニンニンジャーがライオンハオーを仲間に加えたことで牙鬼軍団も戦力強化が必要と判断した九衛門が、目と鼻の部分が無い小面の面に「恐れ」の力を注ぎ復活させた。好きなものはノリツッコミ、好きな場所は美肌温泉。
古風なしゃべり方が特徴で一人称は「わらわ」。口癖は「よいぞ!」「キーッ!」。わがままで気分屋かつ怒りっぽい上に非常に派手好きでヒステリックな性格で、幻月の復活やそのための恐れの力を集めるのに積極的なのは九衛門と同様だが、一方で小じわやほうれい線を気にするあまり貴重な恐れの力を自らの美貌維持のために化粧水のように使うこともあるため、その点は九衛門の頭痛の種となる。それでも幻月の奥方という立場のため、九衛門はもちろん正影も彼女には頭が上がらない。その性格ゆえ幻月に「あまり晦を困らせるでないぞ」と窘められたことがある。
天晴から「カリアゲの方」「カラアゲの方」などと名前を呼び間違えられた時は、激昂しながらもノリツッコミをしたり妖怪マタネコの発言にずっこけたりするなど、軍団の中ではコミカルな一面を多く見せていた。九衛門が倒されたように見えた際には「惜しい狐を亡くした」と嘆いていたものの、九衛門の名前を知らず正影に尋ねている。
矢尻のような物がついた扇子呪裏扇（）を武器とし、稲妻や矢状の無数の光弾を放つことができる。アカ・キ・シロ・モモの4人をまとめて追い詰めるなど、戦闘力は高い。戦闘には使用していないが、ヒャッカラゲの大剣を二本使っていたことがある。
444年の間、萬月を体内に宿しており、忍びの38にて出産。無駄に恐れを浪費していたように見えたのも、それを控えてのことであった。萬月誕生後は過保護な親馬鹿ぶりを見せるようになり、自身が暴力を振るわれようとも幻月を彷彿とさせるその荒くれぶりを喜んですらいる。
忍びの43では、消息不明になった萬月を探していた折に九衛門から萬月がニンニンジャーに倒されたと告げられ、そのショックから膨大な量の「恐れ」の力を生み出し、そのエネルギーが幻月を完全復活させるきっかけとなった。幻月復活後も萬月の死のショックを引きずったままであり、後方に引き下がっている。また、側室に久右衛門を産ませていたことに複雑な表情を見せていた。
忍びの46では萬月の仇をとるため出陣するも、モモとスターの連携攻撃の前に敗北。その直後に幻月に「用済み」とみなされて妖力として取り込まれた。
『帰ってきた手裏剣戦隊ニンニンジャー ニンニンガールズVSボーイズ FINAL WARS』では、復活しニンニンガールズとニンニンボーイズの勝負中に罠を仕掛けてニンニンガールズを勝たせる不正を行い、桜子が生み出す「恐れの力」を集め息子・萬月の復活を目論む。
- 当初は、メインライターの下山健人の師匠である浦沢義雄の脚本参加を予定してのキャラクターとして設定されたが、スケジュールや諸般の事情により、浦沢の参加は見送られた。
- ノリツッコミに関しては、三石が忍びの22の台本に「カリアゲの方」と名前を間違えられるくだりを確認し現場で映像を見た際、有明が後ろを向きだったため、ノリツッコミにしたら採用された。
- デザインは、幻月の左右に晦と並ぶという想定から、目の周辺が能面となっていたが、怖かったため、同じ分割線で怪物部分の配置を全て入れ替えている。着物の部分は純和風ではなく、大陸的な要素を強くしている。『妖』の部分は蝶や蛾のイメージで進めていたが、着物と馴染みすぎるため、方向性を変えて線対称に複数の怪物を配置している。
- スーツアクターを務めた藤田慧は、コミカルな演技を行うことでキャラクターを確立させたが、一方で強さや怖さを表現することができなかったと述懐している。

牙鬼 萬月（）
忍びの38で誕生した、幻月と有明の方の息子。忍びの39では成人体になっている。父と同様に鬼面を依代としている。自身を「牙鬼が嫡男、戦国のサラブレッド」と名乗っており、一人称は「俺様」。正影や九衛門からは「若君」と呼ばれている。好きなものは狩り、好きな場所は常に高所。
登場当初は幼稚な言動と弱さで天晴たちをあきれさせたが、それらは全て芝居であり、本性は残虐で好戦的な策略家。母の胎内にいたころから全ての戦いを観察しており、ニンニンジャーの司令塔である霞の自信を失わせて、忍者の「恐れ」の力を集めることが目的だった。
ニンニンジャー全員を相手にして圧倒するほどの実力を持ち、巨大な蛮刀を武器として使用している。必殺技は無数の剣戟波で相手を切る牙凌道・萬月斬（）。しかし、やはり年齢的には幼子であるため精神的にはまだ若さが目立つ言動も垣間見られ、自分の邪魔をしたものはたとえ母であっても暴力を振るう。さらに鼻が利くため、ニンニンジャーの気配を察知することができる。小槌を使わず、自ら巨大化することも可能。
九衛門に対して「嫌な臭いがする」と苛立ちを募らせており、霞が発明した嘘発見器を奪って九衛門自らが「お館様の小姓でも忍びでもない」と正体を吐露する寸前にまで追い込んだ。
その後、超上級妖怪シュテンドウジの能力で覇王シュリケンジンを強奪しニンニンジャーたちを追い詰めるも、ニンニンジャーたちの作戦で侵入した旋風と獅子王によってシュリケンジンを奪還される。また自身も成長したニンニンジャーたちの「伊賀崎一族忍烈斬」を受け大きなダメージを負い、肥大蕃息の術で巨大化して対抗したが、自らの救援に駆け付けた有明の方を盾にしたことで天晴の怒りを買い、最後はシュリケンジンと覇王ゲキアツダイオーの連携攻撃に敗北。
深手を負った状態で九衛門に小槌を奪われた上、九衛門が幻月の息子で自分の兄だという真実を聞かされ、愕然としたまま体が風化し爆発して死亡した。
『帰ってきた手裏剣戦隊ニンニンジャー ニンニンガールズVSボーイズ FINAL WARS』では、有明の方の策略により復活する。
- 萬月は企画段階から存在したキャラクターではなく、クリスマス時期の強敵として創作された。
- ベースは普通の武将ではなく、野生児や暴れん坊であることから、傾奇（かぶき）者スタイルとなっており、身体を斜めのラインで分断して『妖』的なものを織り込んでいる。デザインは、小説『蜘蛛の糸』のように地獄から無数の亡者を押しのけて這い上がってきたという凄惨な印象から、怪物部分はインパクトを重視して人間の掌の要素のみでラインを形作っている。初登場の忍びの38ではスーツが完成しておらず、『トッキュウジャー』のゼットにガムテープなどで装飾したものを使用した。

妖怪
幻月の墓から飛び散った妖気を帯びた封印の手裏剣が、意志を持たぬ器物に取り憑いて誕生する幻月の家臣。伝承上の妖怪の性質と取り憑いた器物の特性を併せ持つ。幻月復活に必要なエネルギー「恐れ」を集めるため、人々を襲い暴れ回る。九衛門が持っている小槌を振ることで発動する肥大蕃息（）の術により巨大化が可能。晦が術を駆使する場合もある。
倒されると元の手裏剣に戻り、帯びていた妖気が浄化される。融合していた器物は普通に倒すと消滅するが、体表からはみ出た手裏剣を攻撃すれば分離が可能。
- デザインは、武部の要望により牙や角を多めにつけわかりやすい怖さを表現している。

上級妖怪
幻月の力を注がれた封印の手裏剣2枚により誕生した妖怪。通常の妖怪よりも強力なパワーなどを持つ。他の者でも封印の手裏剣2枚さえあれば上級妖怪を生み出すことができ、さらに萬月は封印の手裏剣4枚を用い超上級妖怪を生み出した。また忍びの36に登場したオボログルマは晦が、忍びの45に登場したオボログルママークIIは久右衛門が複数のガシャドクロを融合して誕生させたものである。
西洋妖怪
忍びの23終盤で有明の方の意向により来日した西洋三大妖怪。有明の方は「助っ人モンスター」、正影は「南蛮妖怪」と呼んでいる。有明の方は頼りにしている一方、晦はあまり彼らのことは良く思っていない様子であった。
- デザインは、当初は日本の妖怪との差別化から器物モチーフはなく西洋甲冑を統一モチーフとしていたが、最終的に器物モチーフも加えられた。

巨大妖怪ガシャドクロ
忍びの3から登場。九衛門が小槌にセットしたガシャドクロ妖シュリケンを用いたガシャドクロ召喚の術で誕生させることが出来る巨大妖怪兵。
大小さまざまな骸骨が寄り集まったような外見が特徴で、両刃の大剣を武器とする。また2体が強い衝撃を受けた際、それぞれの体組織を構成する骨が分解・合体し、一本の巨大な大剣・粉骨砕身に変化することもあり、忍びの12では蛾眉雷蔵が使用した。ごくまれに眉毛のついた個体（キンジ曰く「レア」）もいる。
- デザインは各話の妖怪と同様にK-SuKeが担当した。当初は他の妖怪と同様にビルをモチーフに入れることも検討されていたが、デザインが難航したためパターンからは外すこととなった。カラスが骸を啄ばんでいるというイメージから、カラスの尾に見立てた前掛け、肩や腰、背中に頭蓋骨、黒い羽根・背中の嘴・両腰の足などの意匠が盛り込まれている。一般的な伝承で野に打ち捨てられた獣骨が集合して生まれたというものがあったため、たくさんの獣骨が積み上がったような姿となっている。粉骨砕身は、ヌキを部分的に設けて骨っぽさを強調している。

牙鬼の忍者（十六夜流忍者）
忍びの28から登場の九衛門が率いる闇の忍者軍団。
九衛門などが小槌を使い忍び招聘（）の術で絵巻物から誕生させた、ハヤブサ・イッカクサイ・クロアリ・ムジナ・スズメバチの5人の忍び。無機物を元にしていた妖怪たちと違い、生物が元になっている。召喚した九衛門に対しては、ハヤブサのように忠実な者もいればムジナのように従わない者もいる。本来は幻月に仕える御庭番であるため、正影に召喚されたスズメバチは「十六夜流」ではなく「牙鬼流」を名乗っている。
全員固有の武器とは別に忍邪百妖刀という刀を持っており、黒い手裏剣をセットすることでシュリケン忍法に似た忍術を発動させることができる。
- デザインは、テレビ朝日プロデューサーの井上千尋が書籍『「スーパー戦隊」徹底解析』（宝島社刊）に掲載されていた『星獣戦隊ギンガマン』に登場する怪人・闇丸のデザインを気に入ったことから、サメがモチーフで忍び装束の闇丸と同じく動物モチーフの忍者となった。共通の忍者装束は巻物から現れた際に立ち上がる煙がモチーフとなっている。ディテールは九衛門のデザインから拾って取り入れ、動物が掛け軸などに描かれているイメージから、体にモチーフとなる動物を丸ごと組み込んでいる。妖怪のデザイン画は劇中にも登場する巻物の元絵でも使われているが、タッチを筆のように変更して背景を黒くしていたが、十六夜流忍者のみはすべて白地で描かれている。

スッパラゲ
忍びの28から登場。十六夜流忍者に仕える乱破。狐の面をしている。「ラッパ」と発声する。
- デザイン画では面のみ描かれ、胴体は忍者装束である。民芸品の狐面ということだったが、普通に見えるのを避けるため、丸眼鏡のように窪んだ目の縁を金色にしたり、戦闘員風のマスクに狐面の要素を加えている。

雑兵
牙鬼軍団の戦闘員。普段は形態ごとに異なる叫び声と「ゾーヒョー」としか発声しないが、人語を話すこともできる。
ヒトカラゲ
封印の手裏剣から漏れ出た妖気から生まれる足軽型雑兵。「ジッパ」と発声する。武器は槍と火縄銃。また、ジュッカラゲと共に現れて戦うこともある。
ジュッカラゲ登場以降、テレビシリーズからは徐々に姿を消したがショーなどには登場している。
- 幹部の帯から派生して格子状の処理となっており、当初は青いタイル状に覆われたイメージの全身だったが、青くなりすぎたためタイツ部分のみ配色を入れ替えている。怖くなり過ぎないように、顔は下腫れの丸顔となっている。三角陣笠は風を受けやすく、破損の可能性が高かったため、修理・交換が容易なようになるべく手を加えないものとなった。

ジュッカラゲ
忍びの9から登場。幹部の呪文によって変化するヒトカラゲの強化形態。戦闘力や知能は高い。妖怪や幹部の作戦をサポートし、「ヒャッパ」と発声する。また、ヒトカラゲの隊長として共に戦うこともある。新たな武器として大鉈を使う。
- デザインイメージは野武士。獅子舞の頭にしたり、仰々しい兜の陣笠にしており、顔はそれらに合わせて最も軽装にしており、弱々しく見えないように頭部の鉢を鬼の顔にして角を大きく突き出させている。

ヒャッカラゲ
忍びの21から登場。有明の方または萬月専属の上級兵。「センパ」と発声する。白い袖なしの陣羽織を着ているという点以外はジュッカラゲと同じ容姿だが、戦闘力は通常のジュッカラゲよりも大幅に上回っている。
- デザインはジュッカラゲの作業時に設定のみ起こしていた陣羽織を着せたものを発展させたものである。ヒトカラゲの身体に白い箇所があったため、白い羽織にして色数を抑えている。

センカラゲ
巨大雑兵。姿はヒャッカラゲと同じであるが、陣羽織には「千」と文字が入っている。

### 牙鬼軍団の戦力
妖シュリケン（）
十六夜九衛門が小槌にセットして使用する手裏剣型のアイテム。
五トン妖シュリケン（）
九衛門が妖怪を巨大化させる際などに使用する妖シュリケン。シリーズ後半に入ってからは晦も用いる。
見た目は五トン忍シュリケンに似ているが、コアの下部には「邪」の文字が書かれている。周囲に書かれた「あ」・「い」・「う」・「え」・「お」のいずれかの口の絵を五トン妖シュリケンの上部に表示させるとそれに応じた忍術が専用の音声と共に使えるようになる。
「あ」 - 妖怪融合の術
妖怪の力を注入し人間を妖怪と融合させる。
「い」 - 肥大蕃息の術
対象の者を巨大化させる。
巨大化対象は牙鬼軍団に限らず、アカニンジャー超絶やロイミュードが巨大化したこともある。
「う」 - 忍び招聘の術
絵巻物の忍者を実体として出現させる。
カラクリキュウビを召喚する十六夜忍法 召喚の術も使用できるほか、幻月を復活させた際にも「う」を使用している。
「え」 - 鬼道送還の術
剣状態の小槌にセットして使用することで、「恐れ」の力を幻月の元に送り届ける。
「お」 - 遊離吸収の術
忍タリティを奪い吸収する。
ガシャドクロ妖シュリケン（）
封印の手裏剣を変化させて作り上げた、巨大妖怪ガシャドクロを召喚するための妖シュリケン。コアの下部には「砕」の文字が書かれている。
- コアは月夜に舞うカラスの羽根とガシャドクロの顔をあしらっている。

小槌
九衛門が妖シュリケンを使用する際にその力を解放するツール。先代の伊賀崎忍術道場にて保管されていたが、九衛門により盗み出された。基部先端から刃を伸ばし、刀として扱うことも可能。九衛門が一時期消息不明になった後は正影や萬月が所有していた。また、妖怪ムジナや妖怪マタネコなどが直接使用するケースもある。

カラクリキュウビ
忍びの31・32に登場。九衛門が操縦するキツネ型のオトモ忍。長剣を武器として使用しており、背中部分から9体の小型カラクリメカコギツネで相手を一斉射撃する十六夜流忍法コギツネ乱舞という必殺技を持つ。
十六夜流忍者たち4人から九衛門が集めたオトモ忍の抗体を宿したコア歯車を各部にセットすることによりニンニンジャーの全ての巨大ロボの攻撃を寄せ付けない能力を持ち、一度は戦闘不能に追い込んだが、新たに登場したゲキアツダイオーの前に敗れ去った。
- デザインは篠原保が担当。普通の狐面の顔で、カラクリ人形っぽくという指定だったため、ニンニンジャーのロボットと釣り合うように、古めかしい和風の機械ではなく、80年代のアニメロボットのようにしている。尻尾は遠隔操作の子狐にしている。

アカイキュウビ
ヒャッカラゲが操縦するカラクリキュウビと同型の巨大カラクリロボット。基本的なスペック・攻撃手段はオリジナルと同じだが、装甲が赤く塗られている点が異なる。また、カラクリキュウビに搭載されていたコア歯車がないため、防御面はオリジナルより劣っている。

## 設定・用語
ラストニンジャ
ニンニンジャーが目指す最強の称号で、好天がかつて幻月を封印した際に得たものである。「終わりの手裏剣」を守護する「護り人」でもある。この称号を持つ者には、「終わりの手裏剣」をはじめ特別な道具や忍術を使うことが許される。
忍びの44で新たにラストニンジャの称号を手に入れるためには先代のラストニンジャの称号を持つ者を倒して忍タリティを奪い取って継承することが明かされている。
忍びの最終章で終わりの手裏剣が消滅したため、好天の代で途絶えることとなったが、戦いを終えた天晴が、従来のやり方を拒否して新たなラストニンジャ「ニューラストニンジャ」を目指しつつ修業を積んでいる。

忍タリティ（）
忍者に対する心の在り方や精神の持ち方であると同時にニンニンジャーのシュリケン忍法の力の源。この忍タリティを最も高めた者がラストニンジャになれる。

封印の手裏剣（）
牙鬼幻月を封印していた48枚の手裏剣。妖気を纏ったことを切っ掛けに、これが無機物と融合することで妖怪へ変化する。妖怪が倒されると元の手裏剣に戻り、帯びていた妖気は消滅する。
手裏剣がひとりでに付近の器物に突き刺さる場合と、牙鬼軍団の幹部が突き刺して生み出す場合と二つあり、前者の場合は「意思持たぬ作られしものよ、我、牙鬼幻月のために意思をもて」という幻月の声と共に妖怪に変化する。さらに手裏剣を2枚使用することで上級妖怪を、4枚使用することで超上級妖怪を生み出すことができる。
残った手裏剣のほとんどはニンニンジャーに回収され、彼らが忍タリティを込めることで新しい忍シュリケンへと変形する。しかし牙鬼軍団も回収の対象にしており、回収されたものは妖力によって妖シュリケンに変化する。

終わりの手裏剣（）
十六夜九衛門が探し求めている謎の手裏剣。一度世界を終わらせて新しく始めさせるほどの力をもつ手裏剣で、ラストニンジャはこの手裏剣を守護する「護り人」であると言われている。過去に伊賀崎家にて保管されていたこと、また雪の結晶のような形状で、真ん中にキラキラと光る宝石のような石があるということが、これまでに旋風の口から語られている。
八雲の母・春風がアクセサリーにちょうどいいと持ち出していたものが終わりの手裏剣かと思われていたが、後にただのブローチであることが判明している。そのため、所在が掴めていなかったが、忍びの13にて、好天が持っていることが判明した。
忍びの46で好天の生命維持装置代わりに使われていたことが判明し、久右衛門新月の不意打ちで奪われ「終極忍シュリケン」に姿を変えるが、忍びの最終章終盤で天晴たちのところに現れ、滅びの危機に瀕した世界を前にした6人の「終わりの手裏剣の無い世界へ変えよ」の願いに呼応して消滅した。

妖刀 浦鮫（）
妖力を喰らい己の力に変える妖刀。持ち出し厳禁の妖刀の書に記載されている。キンジの体内に残留する妖力を取り除く方法として九衛門が提示した。ただし、妖力を喰らうだけでなく持ち主に強大な力を与えるが、やがて持ち主の自我を失わせ上級妖怪とは比べものにならない修羅へと変化させてしまうとされている。
現代では刀身は錆びつき価値がないとされ、都心のとあるビル内で乱雑に置かれていたが、キンジの妖力を喰らい本来の刀身を取り戻した。一時的にキンジから引き離されるがキンジを主と見定め彼の元に再び飛来し、恐れや悩みに打ち勝ち妖力を自らの力としたキンジに呼応するように忍者激熱刀へと変化した。

伊賀崎忍術道場（）
伊賀崎家が所有する忍術を鍛えるための道場でニンニンジャーの拠点。本来の道場は忍びの1冒頭で牙鬼軍団に破壊されたため、忍びの2以降は好天が建造した次代の道場が使用されている。内部は隠し扉などがあるカラクリ屋敷となっている。
- セットは道場・奥の間・坪庭で構成されており、天井の梁まで作り込まれているなど、従来のセットよりも広いものとなっている。

鳥見台西高等学校（）
松尾凪、伊賀崎風花が在学している男女共学の高校。凪は2年生、風花は3年生の生徒として春ごろに編入した。
忍者の名誉を守る会（）
忍びの35で登場。十六夜流忍者の出現によって生じた風評被害に伴い忍者たちの間で制定された営利団体。当初は十六夜流に似ている伊賀崎流忍術を規則違反と考えていたが、ジライヤが天晴と共闘したこと、ジライヤが会長に就任し、天晴たちを自由に活躍させようと決めたことを機に、伊賀崎流忍術を認めるようになり、忍びの43ではシュリケンジャーを冬期講習の講師として伊賀崎流道場に派遣した。サスケや鷹介もこの会のメンバーである。

### 牙鬼軍団関連
恐れの力（）
牙鬼軍団が必要としている液体型エネルギーで十六夜九衛門が持つ瓢箪に蓄えられている。源は妖怪たちに襲われた人間が生み出す恐怖の感情である。

牙鬼城（）
牙鬼軍団の本拠地。場所は暗いところ以外、詳しい所在地は明かされておらず、忍びの44で初めて地底の奥深いところにあると判明。牙鬼幻月復活後は、妖力により岩山の麓に姿を現した。忍びの最終章で終わりの手裏剣の消滅と共に消え去った。
- 造形物はありもののミニチュアを加工している。

## キャスト

### レギュラー・準レギュラー
- 伊賀崎天晴 / アカニンジャー - 西川俊介[6][119]
- 加藤・クラウド・八雲 / アオニンジャー - 松本岳[6][120]
- 松尾凪 / キニンジャー - 中村嘉惟人[6]
- 伊賀崎風花 / シロニンジャー - 矢野優花[6][121]
- 百地霞 / モモニンジャー - 山谷花純[6][122]
- キンジ・タキガワ / スターニンジャー - 多和田秀弥（8[注釈 75] - 47）[123]
- 獅子王[注釈 76] - 山形ユキオ（19,20,22.24,25,35,39 - 42）
- 雑賀鉄之助[注釈 77] - 板垣瑞生（19,20,22,32）
- 若き九衛門 - 竹場龍生（29,45,47）[注釈 78]
- 伊賀崎旋風 - 矢柴俊博[6]
- 伊賀崎好天 - 笹野高史[6]

### 声の出演
声優のキャスティングは東映アニメーションから出向しているプロデューサーの若林豪と柴田宏明により采配された。
- 十六夜九衛門（1 - 32,35 - 37,40 - 47） / 牙鬼久右衛門新月（44 - 47） - 潘めぐみ[124]
- 牙鬼幻月 - 麦人（1,5,6,13,19,34,44 - 47）[124]
- 蛾眉雷蔵 - 松田賢二（3 - 7,10 - 12,44 - 46）[124]
- 晦正影 - 中尾隆聖（13 - 22,26 - 44）[125]
- 有明の方 - 三石琴乃（21 - 28,31 - 35,37 - 44,46）[126]
- 牙鬼萬月 - 置鮎龍太郎（39 - 42）[127]
- ヒトカラゲ - 佐藤慧[128]、宮負潤[129]
- ナレーション、各種アイテム音声[130] - 垂木勉[131]

### ゲスト
過去の特撮作品と同じ役柄で出演した役者は二重鉤括弧でその作品名を示す。
- サスケ / ニンジャレッド- 小川輝晃（7）[132]『忍者戦隊カクレンジャー』
- 椎名鷹介 / ハリケンレッド - 塩谷瞬（7）[132]『忍風戦隊ハリケンジャー』
- カナ - 岡田あずさ（8,25）[133]
- マリコ - 田中日奈子（8,25）[133]
- 少年天晴 - 久住健斗（8）[133]
- 少女風花 - 渡辺杏実（8）[134]
- 加藤春風 - 伊藤裕子（9）
- 女性 - 谷更紗（11）
- 会社員 - 平子悟（エネルギー）（11）
- ジュンジ・タキガワ - 山王弥須彦（17,27）
- レイジ・タキガワ - 福田圭馬（17,27）
- 北別府浩二 - 藤本飛龍（21）
- 少年 - 喜多海斗、工藤大空飛（21）
- OL - 萩原和佳奈（21）
- 受験生 - 宮澤じゅり（22）
- カップル - 市原佳祐、斎藤綾乃（22）
- SILVER - SHIN（CROSS GENE）（25）
- サトウ - 堀本能礼（25）
- 少年キンジ - 石塚獅桜（27）
- 高下ヒロシ - 外川燎（28）
- ヒロシの母 - 建みさと（28）
- 青年ツムジ - 萱翔悟（29、47）[135]
- 高坂キキョウ[注釈 79] - 山本千尋（29, 30）
- 伊勢喜六 - 馬場良馬（30）
- 山地闘破 / 磁雷矢 - 筒井巧（34）『世界忍者戦ジライヤ』
- 役員 - 日下秀昭、保田ヒロシ（34）
- 観光客 - ヨシ・スダルソ[注釈 80]（34）
- 先生 - 村松和輝（37）
- エレナ - 小林星蘭（38）
- 小津翼 / マジイエロー - 松本寛也（38）『魔法戦隊マジレンジャー』
- 男性 - 高谷和幸（40）
- 女性 - 桜木さら（40）
- シュリケンジャーの声 - 松野太紀（43）『忍風戦隊ハリケンジャー』
- 先代ラストニンジャ - 清家利一（44）
- 青年好天 - ささの翔太（44）[137][注釈 81]
- 凪の同級生 - ささの友間（47）[注釈 82]

### スーツアクター
アカニンジャー役に抜擢されていた浅井宏輔がクランクイン前に負傷したため、忍びの8までのアカニンジャーは藤井祐伍が代役を務めた。藤井と、アオニンジャーを演じる中田裕士は本作品がレギュラーヒーローとして初出演となる。その後、浅井は第7話ゲストのハリケンレッド役を経て第8話からアカニンジャーとして復帰した。浅井が武部から受けた説明によれば、復帰時期をスターニンジャーが初登場し目立つ時期にすることで交代を気づかせないという意図があったという。次作『動物戦隊ジュウオウジャー』の撮影開始後は、同作品に参加する浅井に代わり再び藤井がアカニンジャーを演じることもあり、最終話での新旧レッドのバトンタッチでは、浅井がジュウオウイーグルを、藤井がアカニンジャーを演じた。
シノビマル役はシュリケンジンとの対比で小柄であることが求められたため、初期は子役を使って身長差を出すことも検討されたが、『仮面ライダー鎧武/ガイム』にて女性である仮面ライダーマリカを演じた藤田慧が推挙された。
ベテランの喜多川2tomは、人手が足りないときに戦闘員を演じていたと述べている。
第7話でゲスト出演したニンジャレッドは、『カクレンジャー』本放送時のスーツアクターを担当した高岩成二のスケジュールが取れたため、本作品でも高岩が担当した。
- アカニンジャー（9 - ）[出典 50]、ハリケンレッド (7)[出典 51] - 浅井宏輔
- アカニンジャー（1 - 8、46、47）[出典 52] - 藤井祐伍
- アオニンジャー[出典 53] - 中田裕士
- キニンジャー[出典 54]、アカニンジャー（1冒頭）[145][63] - 竹内康博
- シロニンジャー[出典 55] - 五味涼子
- モモニンジャー[出典 56] - 野川瑞穂
- スターニンジャー[出典 57]、アカレンジャー（7）[151] - 高田将司
- シュリケンジン[出典 58]、キングシュリケンジン[72][70]、ゲキアツダイオー[70]、牙鬼幻月[153][92]、西洋妖怪フランケン（24）[154][106] - 日下秀昭
- 蛾眉雷蔵[出典 59]、ライオンハオー[155]、牙鬼萬月[87] - 岡元次郎
- シノビマル[出典 60]、有明の方[出典 61]、フタクチオンナ[106]、オオムカデ[106]、スッパラゲ[106]、アカニンジャー（好天）[106] - 藤田慧
- ロデオマル[出典 62] - 田中宏幸
- 十六夜九衛門[出典 63]、忍者スズメバチ（33）[出典 64]、アカイキュウビ[98] - 蜂須賀祐一
- 晦正影[出典 65]、西洋妖怪ドラキュラ（25）[157]、西洋妖怪オオカミオトコ（27）[157] - 清家利一
- ニンジャレッド（7）[出典 66] - 高岩成二
- ジライヤ (34)[158][10]、上級妖怪オボログルマ (36)[159][70]、マジイエロー (38)[160][10] - 今井靖彦
- 妖怪ネコマタ (7、8)[161]、妖怪ヤマビコ (14)[161]、妖怪オトロシ (18)[161] - 村岡弘之
- 妖怪ユキオンナ（23）[162] - 内川仁朗
- 妖怪コナキジジイ（34）[163] - 佐藤太輔
- ヒトカラゲ[106] - 北村海
- ヒトカラゲ[106] - 宮川連
- ニンジャレッド[164] - 蔦宗正人
- ニンジャレッド（分身）[165] - 寺本翔悟
- ハリケンレッド[166] - 草野伸介

## スタッフ
東映側チーフプロデューサーには『特命戦隊ゴーバスターズ』の武部直美が2度目の登板。メインライターにはスーパー戦隊シリーズとしてはメイン初登板となる下山健人、パイロット監督には前作『烈車戦隊トッキュウジャー』に引き続き中澤祥次郎、劇伴音楽には『海賊戦隊ゴーカイジャー』以来となる山下康介がそれぞれ起用された。
忍びの13・14を担当した監督の金田治は、後半でも参加が予定されていたが、映画『仮面ライダー1号』の撮影が入ったため実現には至らなかった。
唯一のサブライターとして参加した毛利亘宏は、後半は『仮面ライダーゴースト』と並行しており、忍びの33の内容は仮面ライダーに引きずられているところがあったかもしれないと述べている。
牙鬼軍団のデザインはガシャドクロを除く幹部を篠原保、ガシャドクロと各話ごとに異なる妖怪と十六夜流忍者を『獣電戦隊キョウリュウジャー』以来2年ぶりとなるK-SuKeが担当している。また豊田幸秀と渋谷亮介が本作品で初めて怪人デザインを手がけた。
- 原作 - 八手三郎
- 連載 - テレビマガジン、てれびくん
- 脚本 - 下山健人、毛利亘宏
- 音楽 - 山下康介
- 音楽プロデュース - 高田彩、渋谷知子
- 音楽制作 - 日本コロムビア
- プロデューサー - 佐々木基・井上千尋（テレビ朝日）、武部直美・若林豪（ - 忍びの12）・柴田宏明（忍びの13 - ）（東映）、矢田晃一・深田明宏（東映エージエンシー）
- アクション監督 - 福沢博文（レッド・エンタテインメント・デリヴァー / 1 - 45,47（一部）[62]）、清家利一（ジャパンアクションエンタープライズ / 46,47）
- 特撮監督 - 佛田洋（特撮研究所）
- 撮影 - 松村文雄、大沢信吾、相葉実、岩崎智之
- 照明 - 柴田守、本田純一、堀直之、林大樹
- 美術 - 大谷和正
- 録音 - 伝田直樹、中前哲夫
- MA・選曲 - 宮葉勝行
- 編集 - 阿部嘉之
- スプリクター - 高山秀子、森みどり、國米美子、坂本希代子
- チーフ助監督 - 杉原輝昭、葉山康一郎
- 制作担当 - 板垣隆弘、東正信、田中耕作
- ラインプロデューサー - 青柳夕子
- 計測 - 相葉実、岩崎智之、佐藤真之、森田曜
- 装置 - 紀和美建
- 助監督 - 谷本健晋、松井貴、葉山康一郎、石黒裕章、森本悠太、亀原宏誠、光平哲也
- キャラクターデザイン - 篠原保、K-SuKe[169][注釈 83]、豊田幸秀（妖怪ヤマビコ、上級妖怪コナキジジイ）[170][85]、渋谷亮介（妖怪モクモクレン）[171][85]
- イラスト - A.YAWASHTA
- 企画協力 - 企画者104
- 資料担当 - 松井大、馬場竜太
- サブタイトル題字 - 平原ようす（グレートインターナショナル）
- デザイン協力 - プレックス
- 造型 - レインボー造型企画、前澤範
- 音響効果 - 小川広美（大泉音映）
- MAオペレーター - 錦織真里
- EED - 長澤亮祐
- 技術業務 - 八木明広
- 仕上進行 - 辻今日子
- AP - 菅野あゆみ、久慈麗人
- インターネットデータ放送 - メディプレ
- 操演 - 橋本一輝（ライズ）
- 視覚効果 - 沖満
- 絵コンテ - 田中浩二、伊藤康洋
- 特撮研究所
  - 撮影 - 岡本純平
  - Bキャメラ - 岩崎智之、鈴木啓造
  - 撮影助手 - 鶴崎直樹、内田圭、橘佑樹、平賀敬人、加藤航平、三浦佑太、岩崎智之
  - 照明 - 安藤和也
  - 照明助手 - 関澤陽介
  - 美術 - 松浦芳
  - 美術助手 - 髙橋一、鶴田智也、秋山拓海
  - 操演 - 中山亨
  - 操演助手 - 和田宏之、黒田政紀
  - 助監督 - 小串遼太郎、前畠慎悟
- ミニチュア製作 - ミューロン
- 技術協力 - 東映ラボ・テック、西華デジタルイメージ株式会社、ブル、M・SOFT、enRoute
- 監督 - 中澤祥次郎、加藤弘之、渡辺勝也、竹本昇、金田治（ジャパンアクションエンタープライズ）
- 制作 - テレビ朝日、東映、東映エージエンシー

## 音楽

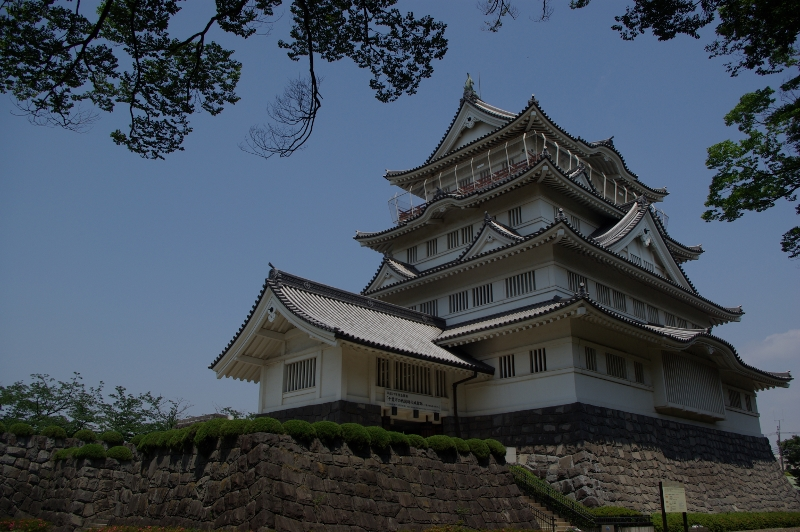
エンディングロケ地となった千葉城模擬天守閣（千葉市立郷土博物館）

主題歌
オープニングテーマ「さぁ行け！ニンニンジャー！」
作詞：及川眠子 / 作曲・編曲：佐藤晃 / 歌：大西洋平
前作では廃されていたタイトルコールが復活している。また前作に引き続き、タイトルが2度表示される。
忍びの1では本編冒頭にオープニングテーマおよびクレジットを挿入する形で使用された。
通常のオープニングでは冒頭にナレーションが配され、劇中の展開に合わせて忍びの11、21で一部内容が変更されている。また、忍びの7、34ではアバン映像およびナレーションが特別仕様となっている。
ナレーションのバックにおける牙鬼軍団の映像には、当初から幻月・九衛門・雷蔵・正影・有明の方の5名が登場しているが、忍びの43までは幻月ならびに放送時点で未登場のキャラクターにはシルエット処理が施されている。また、忍びの43以降は雷蔵も復活後の姿に変わっている。
オープニング映像は忍びの11よりスターニンジャーのキャスト紹介が追加された他、劇中の展開に合わせて忍びの7、17、21、24、33で映像の追加変更が行われている。
忍びの最終章ではインストゥルメンタル版のショートバージョンが使用され、ナレーション、タイトルコールおよび映像が最終決戦用の特別仕様となっている。また、エンディングテーマとしても使用され、本編エピローグと共にスタッフロールが流された。
忍びの4・7・13・16・17・24・34・36・39・42では劇中挿入歌としても使用された。
エンディングテーマ「なんじゃモンじゃ！ニンジャ祭り！」
作詞・作曲：奥田もとい / 編曲：Funta7 / 歌：伊勢大貴 / 振り付け：ラッキィ池田
前作では盛り込まれなかったEDのダンスが復活。本作品ではYouTubeの東映オフィシャルチャンネルにて動画投稿を募集しており、一般投稿者以外に出演者が独自に踊ったものや、特捜戦隊デカレンジャーキャストとニンニンジャーキャストのコラボ動画、吉本新喜劇の役者が踊った動画などが投稿されている。
映像中に打ち上げられる4色の花火のカウントが行われる演出があり、忍びの2以降は、データ放送でどの花火が一番多く上がるかを予想する「ニンニンゲーム」が開始。
一部のシーンは千葉城でロケを行った。
忍びの5では、番組終了後に『スーパーヒーロー大戦GP 仮面ライダー3号』PR映像を放送するためにエンディングが省略された。
忍びの10からはヒトカラゲがジュッカラゲに変更され、忍びの11からはOPと同じく映像にキンジが追加された。
忍びの23から27までは、花火が上がるシーン以外が劇場版仕様に変わっており6人（一部回のみ旋風と好天も）以外に八角辰之助（藤本敏史）や劇中に登場した人々がバックダンサーとして踊っている。
忍びの最終章でも「さぁ行け!ニンニンジャー」の後に使用され、冒頭部分のみ「さいごはみんなで一緒におどろう」というテロップと共にニンニンジャー6人・旋風・好天が登場する新録映像に差し替えられている。
忍びの28、41では劇中挿入歌としても使用された。

挿入歌
「ギンギラニン！ニンニンジャー」（忍びの8、9、15、35、43）
作詞：桑原永江 / 作曲・編曲：佐藤晃 / 歌：大西洋平
忍びの41ではインストゥルメンタル版が使用された。
「忍ばず わっしょい！シュリケンジン」（忍びの5、8、40）
作詞：高取ヒデアキ / 作曲：山下康介 / 編曲：籠島裕昌 / 歌：高取ヒデアキ&宮島咲良 / 演奏：Z旗
「スターニンジャー☆パーリナイッ!!」（忍びの10、27）
作詞：マイクスギヤマ / 作曲・編曲：伊藤翼 / 歌：鎌田章吾
忍びの9ではインストゥルメンタル版およびカラオケ版、忍びの26ではインストゥルメンタル版のみが使用された。
「高めろ！忍タリティ！！」
作詞：坂井竜二 / 作曲：城戸紘志 / 編曲：水島康貴 / 歌：高橋秀幸
忍びの24ではインストゥルメンタル版が使用された。
「忍んでる場合じゃない！！」（忍びの25、28、40）
作詞：森由里子 / 作曲・編曲：佐藤清喜 / 歌：谷本貴義
忍びの43ではインストゥルメンタル版が使用された。
「超絶ライオンハオー！」（忍びの20、24）
作詞：坂井竜二 / 作曲・編曲：宮崎誠 / 歌：山形ユキオ
忍びの24では頭サビの歌詞を2番に入れ替えた物が使用され、「超絶ニンニンジャーVer.」と題して音源化されている。
「ジライヤ」(忍びの34)
作詞：山川啓介 / 作曲：鈴木キサブロー / 編曲：戸塚修 / 歌：串田アキラ
『世界忍者戦ジライヤ』OPテーマ。忍びの34ではアバンタイトルで前奏のみ、Cパートで歌唱版が使用された。
「SHI・NO・BI '88」
作詞：山川啓介 / 作曲：鈴木キサブロー / 編曲：戸塚修 / 歌：串田アキラ
『世界忍者戦ジライヤ』EDテーマ。忍びの34ではインストゥルメンタル版が使用された。
「Hi-Dee-Hoo! シュリケンジャー」
作詞：藤林聖子 / 作曲・編曲：三宅一徳 / 歌：高取ヒデアキ
『忍風戦隊ハリケンジャー』挿入歌。忍びの43ではアバンタイトルで前奏のみ、Cパートでインストゥルメンタル版が使用された。
キャラクターソング
「Shooting Star」（忍びの36）
作詞：多和田秀弥&大西洋平 / 作曲・編曲：伊藤翼 / 歌：キンジ・タキガワ（CV：多和田秀弥）
「Take it easy」（忍びの38）
作詞：大西洋平 / 作曲・編曲：川島弘光 / 歌：加藤・クラウド・八雲（CV：松本岳）
「License A Go Go!」
作詞：坂井竜二 / 作曲：本田光史郎 / 編曲：睦月周平 / 歌：松尾凪（CV：中村嘉惟人）
「ほの風あした花」
作詞：藤林聖子 / 作曲：小野貴光 / 編曲：宮崎誠 / 歌：伊賀崎風花（CV：矢野優花）
「闇夜ノ月」
作詞：森由里子 / 作曲：小野貴光 / 編曲：新井理生 / 歌：十六夜九衛門（CV：潘めぐみ）

## 制作
「開き直り」「テコ入れ」の強調に重点を図っており、娯楽要素中心の作品を目指すと制作発表会見でプロデューサー陣は語っている。「忍びなれども忍ばない！」というキャッチフレーズも明るく楽しい作品を目指したことから付けられた。また「王道のふりをした王道外し」というコンセプトも掲げられており、各話のストーリーではシリーズの定番要素を用いず、前作『烈車戦隊トッキュウジャー』との差別化から初期メンバーの回想や子供時代の描写を避けている。
メインライターの下山健人は、後から出たアイデアが伏線に縛られて使えないことを防ぐため「わかりやすい伏線を張らない」という方針を掲げ、序盤より伏線めいた描写は用意されていたが幾通りか選択できるようなものとし、物語の進行や制作状況などにあわせ決定していった。反対に、想定外の要素が伏線になることも多かったという。
各ヒーローの呼称は、1作目『ゴレンジャー』以来となる「アカ」「アオ」などの日本語の色名が採用された。また、ヒロイン2名の色が白と桃なのは『電撃戦隊チェンジマン』（1985年）以来30年ぶりであり、赤青黄白桃の組み合わせはシリーズ初である。
企画当初は企業タイアップによる子供の夢の職業をモチーフとした戦隊が検討され、その中で忍者と職業をモチーフとする案などが挙がっていたが、職業モチーフは実現が難しいことから忍者のみがモチーフに選ばれた。また、メインライターの下山健人が検討案として挙げた「先祖代々」という要素を身近に感じられるように「三世代」と設定し、メンバー構成もシリーズ初となるいとこ同士となった。当初は5人全員がいとこという設定で検討されていたが、「兄弟がいても良いのではないか」という案が出てアカとシロが兄妹として設定された。伊賀崎姓は、戦国時代に実在した忍者伊賀崎道順に由来する。また忍者学校を舞台とする案も存在し、この点は忍術道場で修業するという要素で盛り込まれた。
作品全体の雰囲気としてハリウッド映画に登場するような「トンデモ忍者」が意識されており、特にアオニンジャー、スターニンジャーの設定はそれぞれ魔法やドラゴン、ウエスタンなど和風とは異なるイメージが盛り込まれている。変身時の音声はアイドル音楽やゲームの効果音などをイメージしている。
ヒーロー側のメカに関しては、『地球戦隊ファイブマン』（1990年）以降シリーズの特撮監督を担当する佛田洋のアイデアにより、これまでのスーパー戦隊シリーズでメインモチーフとなっていた要素を盛り込んだものとなっている。また「武道」「カワイイ」「技術力」「良いものは何でも取り入れる日本文化の長所」など「クール・ジャパン」という裏テーマも込められている。
敵側の牙鬼軍団は妖怪をモチーフとしている。『カクレンジャー』との重複やゲーム『妖怪ウォッチ』の人気もあったことから、当初はこれらをモチーフとした敵は避ける方向で考えられていたが、子供たちに妖怪の知識が広まっていることがプラスの要素になると考えられ、妖怪がモチーフに採用された。また、妖怪を誕生させる封印の手裏剣の数は煩悩の数にあわせて108枚の案が出ていたが、数が多いことや同時期に放送されていた『仮面ライダードライブ』の怪人・ロイミュードの数と同じであることなどから48枚に変更された。なお、伊賀崎姓の由来となっている伊賀崎道順には48人の部下がいたとされるが、メインライターの下山健人は偶然の一致であったと述べている。
当初は2月15日放送開始予定であったが、前作『烈車戦隊トッキュウジャー』の放送がISILによる日本人拘束事件に関するANN報道特別番組で一週順延になった影響もあり、偶然この年から始まった「2月22日（ニン・ニン・ニン）は忍者の日」に合わせる形で本作品の放送開始も一週順延。これに伴い順延決定後に流れた本作品の新番組告知でも、この記念日のフレーズが使われている。この余波を受け、シリーズ第1作『ゴレンジャー』の放送開始日にあたる4月5日に放送される予定だった戦隊シリーズ40周年記念エピソードも、結果的に番組制作側が「よい忍者の日」と語呂を合わせる形で4月12日に順延となった。また、監督の竹本昇は、放送開始が遅れた影響で追加戦士であるスターニンジャーの登場が早まったことを証言している。
このほか、監督の渡辺勝也は風花が人質に取られる忍びの6の内容もシャルリー・エブド襲撃事件の影響によりセリフの修正などが生じたことを証言している。

## ゲスト出演
シリーズ生誕40周年を迎えた本作品では、過去の東映ヒーローシリーズに出演経験のある俳優が複数起用され、それらを主軸としたエピソードが放送された。
- 前出の4月12日放送分の忍びの7では先輩忍者戦隊にあたる『カクレンジャー』からサスケ / ニンジャレッド、『ハリケンジャー』から椎名鷹介 / ハリケンレッドが[132]、さらに『ゴレンジャー』からアカレンジャーが出演[133]。
- 10月18日放送分の忍びの34ではメタルヒーローシリーズにおける忍者ヒーロー『世界忍者戦ジライヤ』より、山地闘破 / 磁雷矢が出演[136]、その際偶然来日していた『パワーレンジャー・ダイノチャージ（アメリカ版『獣電戦隊キョウリュウジャー』）』のコーダ / ダイノチャージブルーレンジャー役のヨシ・スダルソも友情出演している（後述参照）。
- 11月22日放送分の忍びの38ではアオニンジャーが「魔法忍者」ということから魔法繋がりで、放送から10周年を迎えた『魔法戦隊マジレンジャー』より小津翼 / マジイエローが出演[183]。なおマジイエローが登場した場面でのキャラテロップは、『マジレンジャー』と同じロゴを使用した。
- 12月27日放送の忍びの43では『ハリケンジャー』からシュリケンジャーが登場[184]。

## その他
放送に先駆けて2月6日に東京スカイツリータウンにて「忍ばないサミット」が開催され、坂上忍、神取忍らがゲスト出演し、坂上が本作品のサポーターに就任した。
本作品より、連動データ放送を利用したゲーム企画を開始。アバンタイトル冒頭にて主要人物による告知を行った後、エンディング終了後に正解を発表する形式である。この形式は『宇宙戦隊キュウレンジャー』まで継承された。
本作品の放送期間中にサービスを開始したスマートフォン向け映像アプリ「東映特撮ファンクラブ」では、放送終了後の8時30分よりその週の放送分の見逃し配信が実施されるようになった。
玩具売り上げは上半期46億円、通期78億円となり、前作を下回っている。

## 放送日程
- 話数表記は「忍びの○」で表記。
- 前作『トッキュウジャー』同様、原則としてサブタイトルの読み上げはなし。
- 怪人のリンク先はモチーフとなった妖怪である。
- 忍びの23から忍びの27までは「夏休みスペシャル」と銘打たれており、これらの放送回のサブタイトルは「夏だ！○○」で統一されている。

| 放送日         | 放送回（忍びの） | サブタイトル                         | 登場怪人 | 脚本     | 監督       |
| -------------- | ---------------- | ------------------------------------ | --- | -------- | ---------- |
| 2015年02月22日 | 1                | 俺たちはニンジャだ！                 | - 妖怪カマイタチ（声 - 稲田徹）                                                                                           | 下山健人 | 中澤祥次郎 |
| 3月01日        | 2                | ラストニンジャになる！               | - 妖怪カッパ（声 - 近藤浩徳）                                                                                             | 下山健人 | 中澤祥次郎 |
| 3月08日        | 3                | 強敵、蛾眉あらわる！                 | - 妖怪カシャ（声 - 石野竜三）                                                                                             | 下山健人 | 加藤弘之   |
| 3月15日        | 4                | でたゾウ！パオンマル！               | - 妖怪ツチグモ（声 - 堂坂晃三）                                                                                           | 下山健人 | 加藤弘之   |
| 3月22日        | 5                | 宇宙忍者 UFOマル！                   | - 妖怪ウンガイキョウ（声 - チョー）                                                                                       | 下山健人 | 渡辺勝也   |
| 4月05日        | 6                | テングの神隠し                       | - 妖怪テング（声 - 佐藤正治）                                                                                             | 下山健人 | 渡辺勝也   |
| 4月12日        | 7                | 春のニンジャ祭り！                   | - 妖怪ネコマタ（声 - 関智一）                                                                                             | 下山健人 | 竹本昇     |
| 4月19日        | 8                | 時をかけるネコマタ                   | - 妖怪ネコマタ（声 - 関智一）                                                                                             | 下山健人 | 竹本昇     |
| 4月26日        | 9                | 忍術VS魔法、大バトル！               | - 妖怪イッタンモメン（声 - 山崎たくみ）                                                                                   | 下山健人 | 加藤弘之   |
| 5月03日        | 10               | ヒーハー！金色のスターニンジャー     | - 妖怪ダイダラボッチ（声 - 塩屋浩三）                                                                                     | 下山健人 | 加藤弘之   |
| 5月10日        | 11               | シノビマル、カムバーック！           | - 妖怪エンラエンラ（声 - 岩田光央）                                                                                       | 下山健人 | 中澤祥次郎 |
| 5月17日        | 12               | 最強決戦！奇跡の合体                 | - 蛾眉雷蔵 | 下山健人 | 中澤祥次郎 |
| 5月24日        | 13               | 燃えよ！ニンジャ運動会               | - 妖怪ヤマワラワ（声 - 平井啓二）                                                                                         | 下山健人 | 金田治     |
| 5月31日        | 14               | 助けてサギにご用心！                 | - 妖怪ヤマビコ（声 - てらそままさき）                                                                                     | 下山健人 | 金田治     |
| 6月07日        | 15               | 妖怪、ワタシ失敗しないので           | - 妖怪フタクチオンナ（声 - 沢城みゆき）                                                                                   | 下山健人 | 竹本昇     |
| 6月14日        | 16               | 父ツムジはスーパー忍者！？           | - 妖怪カサバケ（声 - 真殿光昭）                                                                                           | 毛利亘宏 | 竹本昇     |
| 6月21日        | 17               | グッバイ、スターニンジャー！         | - 妖怪ウミボウズ（声 - 宝亀克寿）                                                                                         | 下山健人 | 加藤弘之   |
| 6月28日        | 18               | 八雲が愛した妖怪                     | - 妖怪オトロシ（声 - 後藤哲夫）                                                                                           | 毛利亘宏 | 加藤弘之   |
| 7月05日        | 19               | 探せ！天空のオトモ忍                 | - 上級妖怪ヌエ（声 - 岩崎征実）                                                                                           | 下山健人 | 加藤弘之   |
| 7月12日        | 20               | ザ・超絶！ライオンハオー             | - 上級妖怪ヌエ（声 - 岩崎征実）                                                                                           | 下山健人 | 渡辺勝也   |
| 7月19日        | 21               | 燃えよ！夢の忍者野球                 | - 妖怪バク（声 - ふくまつ進紗）                                                                                           | 下山健人 | 渡辺勝也   |
| 7月26日        | 22               | 超合体！覇王シュリケンジン           | - 妖怪ヌリカベ（声 - 川津泰彦）                                                                                           | 下山健人 | 中澤祥次郎 |
| 8月02日        | 23               | 夏だ！忍者キモだめし                 | - 妖怪ユキオンナ（声 - 斉藤貴美子）                                                                                       | 下山健人 | 中澤祥次郎 |
| 8月09日        | 24               | 夏だ！西洋妖怪ぞくぞく来日！         | - 西洋妖怪フランケン（声 - 梁田清之） - 西洋妖怪ドラキュラ（声 - 伊丸岡篤） - 西洋妖怪オオカミオトコ（声 - 藤本たかひろ） | 下山健人 | 竹本昇     |
| 8月16日        | 25               | 夏だ！ドラキュラにご用心             | - 西洋妖怪ドラキュラ | 毛利亘宏 | 竹本昇     |
| 8月23日        | 26               | 夏だ！ラストニンジャレース中間発表！ | - 妖怪マタネコ（声 - 関智一）                                                                                             | 毛利亘宏 | 加藤弘之   |
| 8月30日        | 27               | 夏だ！超絶スター誕生！               | - 西洋妖怪オオカミオトコ                                                                                                  | 下山健人 | 加藤弘之   |
| 9月06日        | 28               | 激走！牙鬼ニンジャ軍団               | - 忍者ハヤブサ（声 - 宮崎寛務）                                                                                           | 下山健人 | 加藤弘之   |
| 9月13日        | 29               | 忍者すごろく決定版！                 | - 忍者イッカクサイ（声 - 武虎）                                                                                           | 下山健人 | 渡辺勝也   |
| 9月20日        | 30               | ねらわれた忍者塾！                   | - 忍者クロアリ（声 - 浜田賢二）                                                                                           | 下山健人 | 渡辺勝也   |
| 9月27日        | 31               | ニンジャ逃走中！                     | - 忍者ムジナ（声 - 楠大典） - カラクリキュウビ                                                                            | 下山健人 | 中澤祥次郎 |
| 10月04日       | 32               | ゲキアツ忍者！アチャー！             | - 忍者ムジナ（声 - 楠大典） - カラクリキュウビ                                                                            | 下山健人 | 中澤祥次郎 |
| 10月11日       | 33               | 八雲を愛したくノ一                   | - 忍者スズメバチ（声 - 沖佳苗）                                                                                           | 毛利亘宏 | 竹本昇     |
| 10月18日       | 34               | 伝説の世界忍者、ジライヤ参上！       | - 上級妖怪コナキジジイ（声 - 二又一成）                                                                                   | 下山健人 | 竹本昇     |
| 10月25日       | 35               | キンジ、妖怪への迷路！               | - 上級妖怪オオムカデ（声 - 長嶝高士）                                                                                     | 下山健人 | 加藤弘之   |
| 11月8日        | 36               | キンジ、栄光のスーパースター！       | - 上級妖怪オボログルマ（声 - 矢尾一樹）                                                                                   | 下山健人 | 加藤弘之   |
| 11月15日       | 37               | 手裏剣伝説 〜ラストニンジャへの道〜  | - 妖怪モクモクレン（声 - 松田健一郎）                                                                                     | 下山健人 | 渡辺勝也   |
| 11月22日       | 38               | 魔女っ娘は八雲がお好き？             | - 妖怪アミキリ（声 - 佐藤せつじ）                                                                                         | 毛利亘宏 | 渡辺勝也   |
| 11月29日       | 39               | 牙鬼の息子、萬月あらわる！           | - | 毛利亘宏 | 竹本昇     |
| 12月06日       | 40               | あぶないサンタクロース！             | - 上級妖怪ビンボウガミ（声 - 岩崎ひろし）                                                                                 | 下山健人 | 竹本昇     |
| 12月13日       | 41               | 牙鬼パーティー、五番勝負！           | - 超上級妖怪シュテンドウジ（声 - 秋元羊介） - 牙鬼萬月                                                                    | 下山健人 | 加藤弘之   |
| 12月20日       | 42               | オトモ忍ウォーズ！ネコマタの逆襲     | - 超上級妖怪シュテンドウジ（声 - 秋元羊介） - 牙鬼萬月                                                                    | 下山健人 | 加藤弘之   |
| 12月27日       | 43               | 伝説のニンジャ！妖怪かるた大作戦     | - 妖怪フダガエシ（声 - 園部啓一）                                                                                         | 毛利亘宏 | 加藤弘之   |
| 2016年01月17日 | 44               | 最終決戦！ラストニンジャの試練       | - 晦正影 | 下山健人 | 渡辺勝也   |
| 1月24日        | 45               | 親子三世代！ニンジャ全員集合         | - 上級妖怪オボログルマ マークII                                                                                           | 下山健人 | 渡辺勝也   |
| 1月31日        | 46               | 終わりの手裏剣、目覚める！           | - 蛾眉雷蔵 - 有明の方 - アカイキュウビ                                                                                    | 下山健人 | 中澤祥次郎 |
| 2月07日        | 最終章           | 忍ばず未来へワッショイ！             | - 牙鬼幻月 - 十六夜九衛門（牙鬼久右衛門新月）                                                                             | 下山健人 | 中澤祥次郎 |

## 他媒体展開

### 映画
『烈車戦隊トッキュウジャーVSキョウリュウジャー THE MOVIE』
2015年1月17日公開。前作『烈車戦隊トッキュウジャー』と前々作『獣電戦隊キョウリュウジャー』のクロスオーバー作品。ニンニンジャーが放送に先駆けて登場する。
『スーパーヒーロー大戦GP 仮面ライダー3号』
2015年3月21日公開。「仮面ライダーシリーズ」をメインとしたクロスオーバー作品で、ニンニンジャーの5人と好天がゲストで登場。ニンニンジャーの5人は変身も披露している。
『手裏剣戦隊ニンニンジャー THE MOVIE 恐竜殿さまアッパレ忍法帖!』
2015年8月8日公開。
公開時期にあたる忍びの21から27まで、同作品の映像がOPで使用されている。
『手裏剣戦隊ニンニンジャーVSトッキュウジャー THE MOVIE 忍者・イン・ワンダーランド』
2016年1月23日公開。
公開時期にあたる忍びの43から46まで、同作品の映像がOPで使用されている。
『劇場版 動物戦隊ジュウオウジャーVSニンニンジャー 未来からのメッセージ from スーパー戦隊』
2017年1月14日公開。
『仮面ライダー×スーパー戦隊 超スーパーヒーロー大戦』
2017年3月25日公開。アカニンジャー超絶と加藤・クラウド・八雲 / アオニンジャー、牙鬼幻月が登場。
『機界戦隊ゼンカイジャー THE MOVIE 赤い戦い! オール戦隊大集会!!』
2021年2月20日公開。十六夜九衛門と蛾眉雷蔵が登場。

### テレビスペシャル
『手裏剣戦隊ニンニンジャーVS仮面ライダードライブ 春休み合体1時間スペシャル』
2015年3月29日放送。本作品と同時期に放送の『仮面ライダードライブ』とのクロスオーバー作品。
『4週連続スペシャル スーパー戦隊最強バトル!!』
スーパー戦隊シリーズ初のオリジナルストーリーテレビスペシャル。アカニンジャー/伊賀崎天晴が出演。

### スーパー戦隊Vシネマ
『帰ってきた手裏剣戦隊ニンニンジャー ニンニンガールズVSボーイズ FINAL WARS』
2016年6月22日発売。スーパー戦隊Vシネマ作品。

### Vシネクスト
『機界戦隊ゼンカイジャーVSキラメイジャーVSセンパイジャー』
2022年4月29日期間限定劇場上映、同年9月28日にBlu-ray&DVD発売。アカニンジャー、ジュッカラゲが登場。

### 雑誌付録
『テレマガとくせいDVD 手裏剣戦隊ニンニンジャー アカニンジャーVSスターニンジャー百忍バトル!』
テレビマガジン2015年7月号付録DVD。ニンニンジャーからは天晴、キンジ、風花の3人が登場し敵側はカマイタチ、カッパ、ツチグモ、ガシャドクロの4体に加え歴代忍者戦隊の戦闘員（ドロドロ、マゲラッパ、ジュッカラゲ）が登場するほかアカニンジャーとスターニンジャーが歴代忍者戦隊のアイテムを使用するシーンも存在する。
キャスト
- 伊賀崎天晴 / アカニンジャー - 西川俊介
- キンジ・タキガワ / スターニンジャー - 多和田秀弥
- 伊賀崎風花 - 矢野優花
- 妖怪カマイタチの声 - 稲田徹

スタッフ
- 脚本 - 小山真
- 監督 - 杉原輝昭

### ゲーム
『手裏剣戦隊ニンニンジャー ゲームでワッショイ!!』
2015年9月30日配信開始のダウンロード販売専用タイトルで、対応ハードはニンテンドー3DS。
発売元はバンダイナムコエンターテインメント。

## CS・独立局での再放送
CS
- テレ朝チャンネル1
  - 2018年3月 - 2019年3月
- 東映チャンネル
  - 2019年9月 - 2020年2月
  - 2020年5月 - 10月
  - 2020年12月 - 2021年5月
  - 2021年6月 - 12月

独立局
- テレビ埼玉
  - 2017年1月29日 - 2018年1月28日（日曜12時30分 - 13時）
  - 「春休み合体1時間スペシャル」のみ、2017年3月18日に放送。
- サンテレビ
  - 2016年11月10日 - 2017年2月2日
  - 2018年1月15日 - 4月4日（共に月曜 - 木曜7時 - 7時30分）
- KBS京都
  - 2017年10月3日 - 2018年3月20日（火曜19時 - 19時55分、2話連続放送）

## ネット配信
- 東映特撮 YouTube Official
  - 2022年3月13日 - 8月21日
  - 2024年8月11日 -
- 東映特撮ファンクラブ